# Grammatica araba
In questo articolo viene trattata la grammatica araba (arabo moderno standard, la lingua comune e non dialetti pure prestigiosi come l’egiziano) con qualche cenno alla grammatica di quello classico/coranico laddove esistono dei tratti particolarmente conservativi. Comunque, queste due varietà sono quasi identiche e largamente intelligibili.

## Introduzione

### La derivazione lessicale in arabo; discussione dei problemi fondamentali in arabo e come risolverli
Eccetto i prestiti dalle lingue straniere (e.g. gli anglicismi e qualche francesismo), il vocabolario in arabo segue un percorso che si usa per cercare i vocaboli in taluni dizionari cartacei e che si può sfruttare al meglio per imparare i vocaboli. I vocaboli infatti vengono fatti derivare dall’aggiunta di prefissi e/o di determinate vocali lunghe o brevi in una struttura base, la “radice lessicale”, composta da consonanti e/o semivocali. Se si impara la radice lessicale e il suo significato generale, si possono capire molti vocaboli. Un esempio pregnante e efficace è la radice K-T-B: questi tre suoni “ktb”, nell’ordine fornito, indicano il concetto generale di “libro/librità”. Ebbene, da questa radice derivano i seguenti vocaboli (che, a un primo sguardo, si intuisce che hanno una sorta di struttura base sempre uguale): كتاب, كاتب, مكتبة, كتبي, يكتب kitaab, kaatib, maktaba, kutubiyy, yaktubu. Ogni dubbio viene polverizzato dai loro significati: libro, scrittore, biblioteca, libresco (inglese “bookish”), egli scrisse. Pertanto da “ktb”, si ottengono almeno 4 vocaboli. La conoscenza delle radici lessicali aiuta nella scrittura e memorizzazione del vocabolario.
- Quanto ad alcune delle difficoltà principali dell'arabo, una delle prime è la lettura, siccome i diacritici che indicano in particolare le vocali brevi e la geminazione/raddoppio/tensificazione consonantica (e.g. pala VS palla) sono spesso omessi. La lettura corretta si impara se si conosce bene e si sa riconoscere a vista lo "scheletro" consonantico della parola, che a sua volta deriva dalla radice lessicale. Pertanto, è bene concentrarsi su questo scheletro durante lo studio.
- L'apprendimento del vocabolario, eccetto per i prestiti derivati da lingue già note, ha una sua difficoltà nella misura in cui l'arabo è una lingua semitica e non neo-romanza o simili: è una famiglia a sé, a cui appartiene pure l'ebraico. Ma la memorizzazione del vocabolario è aiutata dall'esistenza della derivazione lessicale da una radice: ogni parola si può ricondurre a una radice e viceversa, ogni radice si può consultare e approfondire. Ciò non si applica con lingue che attingono a piene mani dall'arabo, e.g. il persiano, l'urdu e in parte lo swahili.
- I verbi al presente hanno una vocale tematica che cambia in modo casuale e ogni verbo ha la sua: i vocabolari ben fatti, accanto alla forma base/di dizionario del verbo, inseriscono la terza persona singolare maschile del presente indicativo, che ha questa vocale tematica. Essa va imparata a memoria, come anche un'eventuale preposizione collegata a priori a un verbo, quando si studia un verbo.
- I numeri sono dotati di un complesso sistema di accordi con i nomi a cui si riferiscono, ragion per cui si possono studiare direttamente collegati a un nome declinato nei tre casi.
- Infine, i vocaboli arabi sono pieni di plurali irregolari con pattern precisi ma che si applicano in modo casuale. Un buon vocabolario indica sempre i plurali irregolari. Questi ultimi si imparano a memoria insieme al singolare, che è la forma base nel vocabolario.

Gli altri potenziali problemi (e.g. l'applicazione dei casi, la coniugazione verbale...) sono di solito di entità minore o si risolvono con l'applicazione meccanica di regole. In più, la pronuncia corretta dell'articolo determinativo si può imparare anteponendo l'articolo a tutti i nomi e aggettivi quando si studiano. Quelli indicati sopra hanno a prescindere una componente mnemonica e/o sono più pesanti.

## Sostantivi, aggettivi e pronomi

### I tre casi in arabo; declinazione triptota e diptota
L’arabo, come il sanscrito, hindi, bengali, russo, finlandese, tedesco, latino, greco antico e moderno e rumeno, è dotato di casi. I casi sono a prescindere tre, ma in alcune parole particolari due casi hanno la stessa terminazione. Quindi si dice che esistono sempre tre casi ma due tipi di declinazioni, quella triptota (tre uscite, cioè tre casi distinti) e diptota (due uscite, cioè tre casi di cui due convergenti, come succede anche in svariate coniugazioni del greco moderno). I casi vanno spiegati tra i primissimi argomenti, altrimenti non si sa come rendere l’articolo indeterminativo italiano e il singolare e plurale sia regolare che fratto/irregolare, il che è un grosso handicap. Si potrebbero trattare solo il genere e il cambio di genere, l’articolo determinativo e i nomi indeclinabili come “il caffè” (luogo): المقهى ‘al-maqhaa. Per ampliare e unificare molte trattazioni, si parte con i casi.
I tre casi sono il nominativo, il caso obliquo (o “genitivo”) e l’accusativo.
Il nominativo si usa per rimarcare il soggetto della frase. In teoria si usa anche nelle invocazioni, ma di solito la terminazione viene omessa. Se invece si usa, si può immaginare come un nominativo-vocativo.
L’accusativo si usa per rimarcare l’oggetto diretto della frase, per rimarcare il nome del predicato in frasi negative (e.g. Io non sono uno studente, io non sono musulmano, io non sono soddisfatto), nelle terminazioni degli avverbi e in parole precedute da talune proposizioni che reggono a prescindere il caso accusativo.
Per esclusione, il caso obliquo/genitivo si usa in tutto ciò che non è la casistica sopra, il che lo rende estremamente vasto e versatile: complemento di specificazione, complemento di origine, complemento di moto da luogo, complemento di termine, complemento di stato in luogo, complemento di moto a luogo, complemento di moto da luogo, complemento di compagnia e unione, complemento d’agente, complemento di mezzo, …
Quasi tutti i vocaboli appartengono alla declinazione triptota, in cui il nominativo, genitivo e accusativo hanno tre terminazioni diverse.
I vocaboli di declinazione diptota sono i nomi propri maschili e i toponimi (e.g. nomi di città, stati ecc.) maschili, e.g. أيمن ‘Ayman, دمشق Dimašq. In questi nomi, per la precisione, il genitivo e l’accusativo hanno la stessa terminazione. Ovviamente non hanno il plurale.
In arabo, tutte le parole si declinano (tranne il vocativo e i nomi di declinazione diptota, in cui essa è facoltativa) tranne i vocaboli indeclinabili. A parte casi particolari e scontati come le parole vuote (e.g. le preposizioni), i nomi indeclinabili sono quelli che finiscono con la ‘alif-ẖanjariyya, cioè la alif-pugnale: non prendono nessun caso (ma hanno il plurale e la nunazione). Per esempio, “il caffè (luogo)” è uno di essi e finisce proprio con la ‘alif-ẖanjariyya.

### Il maschile e femminile in arabo; il passaggio di genere; i casi nella declinazione triptota e diptota; l’articolo determinativo e indeterminativo/nunazione
Molti di questi argomenti sono collegati. Innanzitutto, in arabo esistono due generi: il maschile e il femminile. Come in italiano, a parte i nomi che hanno il genere scontato (e.g. il fratello, la sorella) e che possono subire un passaggio di genere (ovvero i nomi di animali e i nomi comuni di persona, e.g. il professore > la professoressa), di solito il genere si impara a memoria (e.g. il tavolo VS la sedia; il bagno VS la soffitta) e non sempre corrisponde all’italiano (e.g. l’orologio, الساعة ‘as-saaʿa(t) è femminile in arabo).
Nella quasi totalità, i nomi che di default sono femminili si riconoscono visivamente per due caratteristiche compresenti: il vocabolo senza il caso grammaticale finisce con la vocale breve “a” seguita dalla “taa' marbuuṭa(t)”, cioè l’aspirazione h con due punti sopra per indicare una /t/ muta se non si aggiunge e pronuncia il caso grammaticale. Altri nomi al femminile sono quelli della frutta quando indicano non il concetto generale di frutto, ma una quantità concreta di frutti (la mela VS una mela, due mele, tre mele...). In più, svariati nomi di nazioni sono al femminile, come anche di solito le città. Infine, le parti del corpo che sono in coppia sono femminili pure se non finiscono in ta marbuta, e.g. la mano, اليد, 'al-yad. Una parola con taa' marbuuṭa(t) abbastanza diffusa ma che fa eccezione siccome è maschile è الخليفة "'al-ẖalifa(t)", il califfo.
Per mutare un nome di animale o nome comune di persona maschile in femminile, al nome senza nessun caso grammaticale si aggiunge la “a” breve e, almeno in scrittura, la taa' marbuuṭa(t) (se si pronuncia subito dopo il caso, si pronuncia come /t/, sennò è muta ma va comunque scritta in ortografia), e.g. il maestro > la maestra, المعلم > المعلمة , ‘al muʿallim > ‘al muʿallima(t). Siccome tra nomi e aggettivi c’è concordanza sia di genere che di numero e caso, la -/a/ +taa' marbuuṭa(t) si aggiungono pure agli aggettivi, che dunque seguono le stesse regole di passaggio di genere, e.g. جديد > جديدة, jadiid > jadiida(t), nuovo > nuova (per capire come si usano concretamente, vedi avanti). Il passaggio di genere avviene anche nei nomi di frutti quando si indica un numero preciso di frutti. La concordanza con il femminile si mette a priori, anche con i nomi già femminili di default che non finiscono in taa' marbuuṭa(t), e.g. "la sorella" الأخت 'al-'uẖt. La concordanza (e quindi anche il passaggio) è presente pure tra il genere del pronome personale e il nome comune (e.g. lui è un professore VS lei è una professoressa).
Quanto ai tre casi al singolare (il plurale, perlomeno quello irregolare, andrebbe trattato in un capitolo a sé):
- il nominativo finisce in -u breve. Se il nome è femminile, si scrive sopra la taa' marbuuṭa(t) (in pronuncia si sentirà dunque -/atu/, siccome si pronuncia la /t/);

- il genitivo, che segue la stessa regola di scrittura, finisce in -i breve (nel femminile si sentirà -/ati/);

- l’accusativo finisce infine in -a breve (nel femminile si sentirà -/ata/). L’accordo con l’aggettivo, come appena accennato, include anche il caso.

Nella declinazione diptota che riguarda i nomi di persona (sia maschili che femminili), i nomi di città che iniziano senza articolo 'al, gli aggettivi con il pattern 'af3al (per esempio, i comparativi di maggioranza come kabiir > 'akbar, grande > più grande/maggiore), le parole che hanno il plurale fratto secondo lo schema mafaa3il (il singolare resta triptoto), gli aggettivi di colore e difetti fisici al singolare e alcune parole fisse, il nominativo è sempre -u breve, mentre il genitivo e accusativo convergono in -a breve. Una parola fissa con declinazione diptota molto diffusa è nabiyy (profeta), mentre tre parole che hanno il plurale fratto secondo lo schema/pattern "mafaa3il" sono rasaa'il (lettere), masaajid (moschee) e 'akaarim (nobili). Se i nomi con declinazione diptota fanno parte dell'idafa(t), cioè fanno parte del complemento di specificazione (anche con il suffisso del possessivo), diventano triptoti. Un contro-esempio di nome di città che inizia con 'al è proprio "il Cairo", la capitale dell'Egitto ('al-Qaahiratu/a/i). Quanto agli aggettivi con il pattern 'af3al, tre esempi sono 'aḥmar, 'asġar, 'aʿraj (rosso, piccolo, zoppo).
Nei nomi indeclinabili, non c’è nessuno di questi tre casi. Come già accennato, finiscono con la ‘alif-pugnale, ovvero una /a:/ lunga.
Per spiegare l’equivalente dell’articolo indeterminativo in italiano, è assolutamente necessario conoscere i tre casi.
L’arabo ha due articoli, uno determinativo e l’altro indeterminativo. Il primo ha un'unica forma invariabile in grafia (in pronuncia, è soggetto ad alcune assimilazioni), mentre il secondo non esiste in arabo ma si rende con un suffisso che cambia in base ai tre casi.
L’articolo determinativo è ‘al, invariabile in genere e numero. La hamza/stacco glottale/colpo di glottide e la vocale breve cadono se precedute da un'altra vocale (e.g. in frasi come “Lo studente e la studentessa”). Lo stacco glottale si sente se tutta la frase inizia con l'articolo determinativo e, nella romanizzazione, l'apostrofo e la "a" si scrivono solo in questo caso, cioè in cui si sente per intero l'articolo. Il suono “l” si assimila se seguito da una consonante solare (tipicamente, un suono dentale) e culmina in una geminazione/tensificazione; resta /l/ invece se seguito da una consonante lunare (il loro nome deriva da una mnemotecnica: الشمس, القمر > il sole, la luna > ‘aš-šams, ‘al-qamar. L’assimilazione si rende pure in romanizzazione. Per dare un esempio di inciso con romanizzazione con l'articolo 'al sentito per intero e con caduta di stacco glottale e vocale, tale per cui la 'alif diventa waṣla(t) e si sente la geminazione, è الطالب والطالبة, 'aṭ-ṭaalibu wa-ṭ-ṭaalibatu. Non solo si rende la geminazione in romanizzazione, ma spariscono la "a" e l'apostrofo e l'articolo è separato dal nome con un hyphen/trattino. Quest'ultimo si usa pure in altri tre casi: per separare di solito i pronomi personali suffisso dalla parola a cui sono attaccati, per separare le preposizioni dal nome a cui si riferiscono e per separare il prefisso del futuro dalla radice verbale. Un altro esempio di articolo 'al che si sente per intero è contenuto nel celebre saluto "Ciao!" (la pace su di voi), السلام عليكم 'as-salaamu ʿalay-kum.
L’articolo indeterminativo, per dare un contorno di indeterminazione al nome (e.g. Uno studente VS lo studente) e per rendere il nome del predicato nelle frasi nominali/con il verbo essere (e.g. Io sono uno studente, io non sono uno studente, io sono stanco), si ottiene con un suffisso e cambia in base ai tre casi. Per logica, la sua declinazione è triptota: i nomi propri di persona e toponimi non possono essere indeterminati (quindi, come eccezione, non si userà mai in frasi come “Io sono Ayman”). Il processo con cui si ottiene l’indeterminazione viene detto “nunazione” perché il nome, con questi suffissi, finisce con il suono nasale /n/. Ognuna delle tre uscite ha un diacritico specifico. Al caso nominativo, l’articolo indeterminativo si rende con il suffisso -un, con vocale breve (invece, se è un nome determinato, si usa l’articolo determinativo e il suffisso -u breve). Al genitivo, si ottiene con -in. All’accusativo, si ottiene con -an (in più si scrive una alif subito dopo che è muta). La terminazione -an non si usa solo all’accusativo, ma anche in quasi tutti gli avverbi e nel nome del predicato in frasi nominali negative. In sintesi, per ottenere l’indeterminazione basta aggiungere un suono -n ai tre casi in declinazione triptota. Se le parole sono femminili, come grafia e pronuncia la nunazione segue le regole appena spiegate (si sentirà sempre /atun, atin, atan/). Un esempio al nominativo è الطالب > طالب, ‘aṭ-ṭaalibu > ṭaalibun, lo studente > uno studente.
Se si rende “uno” con il numero uno a causa dell’assonanza nelle lingue neo-romanze, si commette un errore base logicamente spiegabile: con il numero uno واحد (waaḥid) si rende la quantità, “un singolo studente, uno e uno solo”, non l’indeterminazione (“un <certo> studente”). L’aggettivo ha concordanza pure con la nunazione, ragion per cui possiede la stessa terminazione del nome a cui si riferisce.

### Il plurale in arabo: i casi nel plurale regolare e il plurale fratto/irregolare
Il plurale femminile nei tre casi grammaticali è sempre regolare: per ottenerlo, invece di fare terminare la parola con la "a" breve seguita da taa' marbuuṭa(t), si mette la "aa" lunga, la /t/ (in pronuncia e ortografia) e le solite vocali dei casi in base alla funzione grammaticali. Il modello di declinazione è diptota, tale per cui ancora una volta il genitivo e accusativo convergono in un'unica terminazione a propri indeterminata (ma la frase e il contesto disambiguano il significato) Pertanto, al nominativo la parola finisce in -aatu e al caso obliquo e accusativo in -aati (se indeterminati, quindi saranno -aatun e -aatin, senza più 'al).
Il plurale maschile regolare segue anch'esso un modello di declinazione diptota, tale per cui i suffissi di caso sono al nominativo -uuna e al caso obliquo e accusativo sono -iina. Se sono il primo membro/il mudaaf si una iḍaafa(t), che corrisponde al complemento di specificazione, la sillaba finale /na/ salta in pronuncia e ortografia, ragion per cui i casi si riducono in-uu e -ii. Ma molte parole arabe (più di metà) hanno il plurale fratto, ovvero irregolare (altre ancora hanno entrambe le possibilità). Viene chiamato dai grammatici tradizionali "fratto" perché la radice della parola subisce delle modifiche nelle vocali o nelle consonanti, come se la parola si rompesse in frammenti che vengono ricomposti. Per capire se è regolare o no, si consulta un buon dizionario (i plurali irregolari vengono sia segnalati che illustrati). Esistono alcuni pattern diffusi di mutazione della radice, ma non esiste un pattern che lega una parola al modello giusto di plurale fratto, ragion per cui i pattern compaiono casualmente. Quindi, quando si studia un vocabolo, l'apprendimento a memoria del plurale (a cui si inserisce pure l'articolo determinativo per apprendere l'assimilazione di consonante) ha una sua utilità nel superare questo ostacolo della lingua araba. L'apprendimento mnemonico del plurale fratto si può affiancare a una raccolta di plurali fratti negli 8 pattern: la loro stessa esistenza permette un raggruppamento. Un esempio di plurale fratto è "il libro > i libri": il plurale di "'al-kitaab" non è *'al-kitaabuuna, 'al-kitaabiina, bensì 'al-kutub. Ergo, tutto l'impianto vocalico del singolare è stato messo a soqquadro. Un esempio in cui vengono pure intaccate e "fratturate" le consonanti del singolare è "lo studente > gli studenti": non è *'aṭ-ṭaalibuuna, 'aṭ-ṭaalibiina, bensì 'aṭ-ṭullaab. Questi plurali ricordano vagamente quelli irregolari inglesi, e.g. mouse > mice, foot > feet...
I pattern più diffusi, che si possono illustrare con degli esempi concreti senza al momento aggiungere l'articolo e il caso grammaticale (uno schema generico per ogni pattern non è necessariamente efficace al 100%), sono:
- باب baab > 'abwaab (la porta)
- ملك malik > muluuk (re/sovrano)
- كبير kabiir > kibaar (grande/maggiore)
- شهر šahr > 'ašur (mese)
- أخ 'aẖ > ìẖwaan (fratello)
- مبنى mabnaa > mabaan (edificio)
- سؤال su'aal > 'as'ila(t) (domanda)
- طريق ṭariiq > ṭuruq (strada)
- عامل ʿaamil > ʿummaal (lavoratore)
- نبي nabiyy > 'anbiyaa' (profeta [diptoto])
- رسالة risaala(t) > rasaa'il (lettera) [tutti i plurali con questo pattern "mafaa3il" sono diptoti, e.g. masjid > masaagid]
- قصة qiṣṣa(t) > qiṣaṣ (storia)

Il singolare può avere diverse vocali, ma lo schema della parola (allungamenti vocalici inclusi) è spesso riconoscibile. Lo schema del plurale è riconoscibile (e infatti si parla di pattern diffuso), ma le vocali sono sempre quelle, e.g. tariiq > turuq (strada) e kitaab > kutub (libro). Tra i nomi che a volte hanno entrambi i tipi di plurale, ci sono i nomi collettivi, tali per cui se si conta un'unità precisa di quell'oggetto, prendono il femminile (e quindi, se intesi come concetto astratto e generico, sono al maschile, che è anche la forma del dizionario). Per esempio, "pesce/pesci" e "mela/mele" si traducono di base e si trovano sul dizionario come "tuffaaḥ" e "samak", ma indicano il concetto astratto e generico e sono indicati nelle grammatiche come "nomi collettivi". Per dire "una mela, un pesce" (cioè per indicare [N] unità, anche solo una e indeterminata), il nome in partenza cambia genere (ragion per cui questo argomento si può accennare quando si spiega il femminile). Quindi, già quando si studiano si può imparare la forma "tuffaaha(t), samaka(t)". Quindi, per dire "un pesce, una mela" nei tre casi grammaticali, si dice "tuffaaḥatun/an/in, samaktun/an/in" (attenzione a non dimenticarsi la alif sorda all'accusativo). Al plurale, con o senza numeri che specificano la quantità, restano al femminile, quindi si volgono al femminile plurale, che è a priori regolare e diptoto: tuffaaḥaatu/i/i, samakaatu/i/i. Il passaggio di genere avviene pure se si indica un'unità specifica e determinata del nome collettivo, anche se non si usano numeri, e.g. "io ho mangiato la mela" > "tuffaaḥata" (caso accusativo). Quindi, il maschile singolare indica il concetto generico, e.g. "mi piacciono le mele; le mele sono un frutto; le mele sono nutrienti; la buccia delle mele è rossa o verde" VS "ho mangiato la mela, ho mangiato una mela, ho mangiato una sola mela, ho mangiato due mele, ho mangiato poche mele, la mela sul tavolo è sparita, quella mela è rossa, qualcuno ha rubato la mia mela". Ma, come accennato in precedenza, i nomi collettivi hanno a volte il doppio plurale facoltativo: è sia femminile regolare (e diptoto) che fratto (e triptoto). Altre volte, ne hanno uno solo possibile. L'aggettivo riferito a nomi collettivi, anche se intesi al plurale, resta al maschile singolare.
L'articolo determinativo, i tre casi (-a, -i, -u) e la nunazione nei plurali fratti non subiscono modifiche: essi funzionano sempre allo stesso modo, quindi i plurali fratti/irregolari seguono il modello di declinazione triptota: solo i nomi propri maschili e i plurali regolari sono diptoti.
Il plurale duale, che coinvolge anche i pronomi personali e dimostrativi, appartiene perlopiù all'arabo classico e in quello moderno si può sostituire con il comune plurale.
Quanto agli aggettivi, essi hanno a scelta il plurale regolare (e quindi sono diptoti) o il plurale fratto ricalcato sullo schema del plurale fratto a cui si riferiscono. Da qui si ricava come ci sia accordo tra nome e aggettivo ma solo se il nome indica un essere vivente. Se è un oggetto, l'aggettivo resta al femminile singolare, e.g. la casa nuova > le case-nuova. C'è accordo pure tra determinazione: se il nome è indeterminato, anche l'aggettivo ha il caso indeterminato.

### Il vocativo
Il vocativo è usatissimo in arabo e si forma con l'esclamazione (invariabile) "yaa" يا +nome (di solito senza caso; niente articolo 'al; in teoria, si userebbe il nominativo), e.g. "O Ayman!" > يا أيمن! (Yaa 'Ayman[u]!). In Old Arabic, si usava *haa, da cui potrebbe derivare "yaa". Il vocativo si usa sia prima di fare affermazioni che alla fine di una domanda e coinvolge l'interlocutore, che può essere un nome proprio o comune sia singolare che plurale o un nome accompagnato da un possessivo, e.g. >"O professore! O studenti! O cara mia!". Il nome può essere anche posto in un complemento di specificazione più complesso (vedi avanti).
Il secondo modo di formare il vocativo è molto usato all'inizio di trasmissioni radio e simili e permette di usare l'articolo 'al davanti al nome (cosa che in italiano e molte altre lingue non si fa ma che in arabo è possibile). Al maschile è (yaa) 'ayyuhaa-l-[nome maschile al nominativo], al femminile è (yaa) 'ayyutuhaa-l-[nome femminile al nominativo]. Se i nomi sono due, si separano con la congiunzione "wa" e entrambi hanno l'articolo (se uno solo dei due è maschile, si sceglie l'esclamazione maschile). Anche in questo caso, le esclamazioni sono invariabili. Siccome si usa l'articolo 'al, attenzione alle lettere solari e lunari. Un esempio diffuso è "O signore e signori!" > 'ayyuhu-s-sayyidaatu wa-s-saadatu!

### I pronomi e aggettivi dimostrativi (deissi prossimale e distale)
I deittici sono identici sia nella forma pronominale che aggettivale. Dopo di essi, se presente, si inserisce il nome a cui si riferiscono, accompagnato dall'articolo determinativo. I deittici hanno una sola versione per tutti e tre i casi. Nella pronuncia e grafia originali, nella deissi distale è presente un allungamento vocalico trascritto con la alif-pugnale. Negli esempi, non è messo il caso.
- Questo: هذا haaḏaa, e.g. questo ragazzo, questo maestro > هذا الولد haaḏaa-l-walad, هذا المعلم haadhaa-l-mu3allim

- Questa: هذه haaḏihi, e.g. questa ragazza, questa maestra > هذه الفتاة haaḏihi-l-fataa(t), هذه المعلمة haadhihi-l-mu3allima(t)

- Questi, queste: هؤلاء haa'ulaa'i, e.g. questi ragazzi, queste ragazze > هؤلاء الاولاد haa'ulaa'i-l-'awlaad, هؤلاء الفتيات haa'ulaa'i-l-fatayaat
- Quel(lo): ذلك ḏaalika, e.g. quel ragazzo > ذلك الولد ḏaalika-l-walad
- Quella: تلك tilka, e.g. تلك الفتاة tilka-l-fataa(t)
- Quelli, quelle: أولئك 'awlaa'ika

Esistono anche i dimostrativi duali, ma sono perlopiù usati nell'arabo classico e si evitano in quello moderno standard.

### Il complemento di specificazione/‘iḍaafa(t), eccetto con i pronomi personali; l'uso degli aggettivi con e senza 'iḍaafa(t)
Esistono due casistiche di complemento di specificazione: quello in cui nessuno o il secondo dei due costituenti (il possessore) è indeterminato e quello in cui entrambi sono indeterminati o l'oggetto posseduto/il mudaaf è indeterminato (e.g, il libro del professore, il libro di un professore VS un libro del professore, un libro di un professore). I primi seguono tutti la stessa struttura, mentre il secondo si rende con dei giri di parole siccome non possono esserci due nunazioni di fila in arabo in una 'iḍaafat(t), "addizione, annessione". L'uso degli aggettivi si può accorpare alla spiegazione della 'idaafa(t) siccome la struttura è identica (in più, si possono usare due nunazioni di fila, e.g. il ragazzo alto VS un ragazzo alto).
Semplicemente, per formare la 'iḍaafa(t) nella prima casistica, si inserisce l'oggetto posseduto senza articolo 'al (il fatto che sia un oggetto posseduto è un'informazione che lo determina, ragion per cui gli arabi non mettono 'al perché sarebbe ridondante e superfluo/pleonastico) e subito dopo si inserisce il possessore, che può portare 'al se è determinato. Il possessore è a priori al genitivo/caso obliquo, mentre il caso dell'oggetto posseduto (il muḍaaf) dipende dal contesto (e.g. il libro del professore è interessante VS ho letto il libro del professore VS la copertina del libro del professore è verde: nominativo VS accusativo VS genitivo).
Degli esempi sono كتاب المعلم Kitaabu-l-mu3allimi (Il libro del professore...), كتاب المعلم kitaaba-l-muʿallimi (...il libro del professore), كتاب المعلم kitaabi-l-muʿallimi (..del libro del professore...), ساعة المعلم saaʿatu-l-muʿallimi (L'orologio del professore...), كتاب المعلمة kitaabu-l-muʿallimati (Il libro della professoressa...), كتاب المعلم kitaabun al-muʿallimi (Un libro del professore...).
Si usa pure per indicare non solo il possesso, ma pure il materiale di un oggetto, e.g. "la porta di legno" > باب الخشب baabu ẖashabin, e la parte di un tutto, e.g. il pezzo di pane > قطعة خبز qiṭ3atu ẖubzin. Infine, indica pure un'unità di misura o oggetto e ciò che è misurato o il contenuto, e.g. la tazza di caffè, il chilo di pane: فنجان القهوة finjaanu-l-qahwatin ("caffè", con la terminazione al femminile, diventa non più un concetto astratto, come per la frutta), كيلو خبز kiilu ẖubzin. Attenzione: in tutti questi esempi, il secondo componente è generico, ma si può anche rendere specifico in base a cosa si vuole dire (e.g. il pezzo di pane [qualunque, pane in generale] > il pezzo del pane [che mi hai passato prima, del famoso pane greco con i pomodori, sulla tavola apparecchiata, di cui mi stavamo parlando poco fa, che mi hai portato come regalo...]). La frase "il pezzo del pane (...)", che è assolutamente logica e possibile, è قطعة الخبز qiṭ3atu-l-ẖubzi...
L'ultima coppia di utilizzi, che dimostra quanto sia versatile e pervasiva l'iḍaafa(t), è quella di tradurre la modalità di utilizzo/ambito d'uso di un oggetto, e.g. una forchetta per dolci, un bicchiere da liquori, un cappello da chef, gli penumatici da neve. Per esempio, "il cappello da chef" è قبعة الشيف qubaʿtu-š-šiifi. Dopodiché, traduce dei modi di dire fissi per definire qualcuno, e.g. un uomo di buon cuore > طيب القلب tayyibu-l-qalbi. Entrambi hanno il secondo elemento sempre determinato e al singolare, come se fosse esemplare (quindi "la forchetta per dolci" si può ripensare come "la forchetta del dolce"). Nel secondo caso, siccome si formano a tutti gli effetti degli aggettivi, a volte si chiamano questi aggettivi non a caso "aggettivi 'iḍaafa(t)".
Se all'iḍaafa(t), qualunque sia la casistica, si aggiunge un aggettivo riferito al muḍaaf (e.g. la casa del professore VS la casa nuova del professore), esso si sposta alla fine, come se fosse il terzo elemento e, come sempre, concorda in genere, numero e determinazione con il muḍaaf ("la casa - del professore - nuova"). Se si usa la congiunzione coordinante "wa", se ne possono aggiungere altri, sempre con concordanza. Per esempio, "la casa nuova del professore" si traduce منزل الأستاذ الجديد manzilu-l-'ustaadhi-jadiidu (è infatti la casa a essere nuova, non il professore). Un secondo esempio, tale per cui l'aggettivo si riferisce al possessore, è "la casa del professore nuovo": منزل الأستاذ الجديد manzilu-l-'ustaadhi-l-jadiidi. Questa frase non deriva da errore, ma molte altre se errate portano a frasi paradossali, e.g. "il computer guastato del professore": se si sbaglia a concordare, si dice "il computer del professore guastato", come se fosse un cyborg o simili. Siccome nei testi senza vocali brevi questi casi possono creare ambiguità laddove la frase non è paradossale, talvolta si può vedere inserita la vocale breve.
Infine, l'idaafa(t) vista finora ha due membri o due membri con degli aggettivi, ma in realtà l'iḍaafa(t) può essere più lunga e formare una catena se ci sono più determinazioni, e.g. il libro del professore > il libro del professore di Storia e Filosofia: كتاب الأستاذ kitaabu-l-'ustaaḏi, كتاب أستاذ التاريخ والفلسفة kitaabu 'ustaaḏi-t-taariikhi wa-l-falsafati. Semplicemente, 'al si inserisce in fondo siccome sono più iḍaafa(t) concatenate: l'una è il muḍaaf dell'altra, siccome il libro è del professore e il professore è di Storia e Filolosofia.
Tutti gli ultimi casi visti finora hanno il muḍaaf al nominativo, ma esso può essere anche negli altri casi in base al contesto, e.g. Ho letto il libro del professore di Storia e Filolosofia (caso accusativo).
I nomi 'ab (padre), 'aẖ (fratello) e ḥam (patrigno) al primo membro di una 'iḍaafa(t) subiscono un allungamento vocalico del caso segnalato pure in ortografia. I nomi duu (possessore di) e fuu (bocca, sinonimo del più diffuso "fam"), che al nominativo non subiscono variazioni, negli altri due casi subiscono un allungamento vocalico (e le vocali si sostituiscono a -uu). Questi nomi sono proverbialmente noti come "i 5 nomi". Si ricorda poi che i plurali regolari maschili -uuna e -iina si riducono in -uu e -ii se sono il muḍaaf.
Per finire, se il nome di un complemento di vocazione ("yaa... !") ha un nome in iḍaafa(t), il primo membro non ha il nominativo, come vorrebbe la regola di default del vocativo, ma ha l'accusativo (il secondo membro è a priori al genitivo e resta tale anche in questo caso particolare), e.g. "O Re dei Sauditi!".
Per la seconda casistica, si usano dei giri di parole. Il più usato contiene "min", una preposizione che significa "da" (+genitivo a priori) e coinvolge il singolare e plurale dell'oggetto posseduto (un motivo in più per studiare subito il plurale) e contiene comunque una 'iḍaafa(t) spostata in fondo. Come vagamente intuibile, "un libro di un professore" si rende dunque con la perifrasi "un libro dai libri di un professore", "oggetto con nunazione +MIN +oggetto al plurale senza 'al il caso genitivo determinato /i/ +il possessore con genitivo", e.g. un libro del professore > un libro dai libri del professore > kitaabun min kutubi-l-muʿallimi.
Quanto a questa struttura con il materiale di un oggetto stavolta indeterminato, e.g. una porta di legno, si usa "min" +materiale con 'al (ovviamente al caso genitivo) >  باب من خشب baabu min-al-ẖašabin (si ricorda che si usa una /a/ eufonica per evitare un cluster di tre consonanti). Lo stesso costrutto si usa quando si indica una parte indeterminata di un tutto, e.g. un pezzo di pane: قطعة من الخبز qiṭ3atun-l-ẖubzin. Anche in questo secondo caso, il materiale prende 'al, come se fosse rappresentativo.
Infine, gli aggettivi funzionano in modo molto simile all'iḍaafa(t): il nome è in prima posizione (se determinato, ha 'al siccome non è un'idaafa(t) ma un comune sintagma aggettivale) ed è seguito dall'aggettivo che concorda in determinazione (cioè, se nome ha 'al, anche l'aggettivo ha 'al), in genere, in numero e in caso. Ciò su cui si deve quindi puntare l'attenzione non è tanto l'aggettivo, ma l'insieme di caratteristiche del nome. Questa trattazione esclude frasi che includono la copula, e.g. "Il ragazzo è alto": l'argomento è pertinente alle basi del sistema verbale e alla frase nominale. L'unico caso di mancanza di concordanza tra nome e aggettivo è quello del nome di entità non animata femminile plurale (e.g. oggetti e concetti astratti): l'aggettivo resta al femminile singolare e non muta al plurale, come se quest'ultimo fosse un lusso riservato ai soli esseri viventi.
Quindi, frasi come "Il ragazzo alto...; ...il ragazzo alto; ...del ragazzo alto..." sono: الولد الطويل 'al-waladu-ṭ-ṭawiilu, 'al-walada-ṭ-ṭawiila, <a>-l-waladi-ṭ-ṭawiili. Per mostrare un esempio di concordanza in genere, "la ragazza alta" al nominativo è الفتاة الطويلة 'al-fataatu-ṭ-ṭawiilatu. Per fare un esempio di concordanza in numero, "il professore nuovo > i professori nuovi": الأستاذ الجديد 'al-'ustaaḏu-l-jadiidu > الأساتذة الجدد 'al-'assaatiḏatu-l-jududu. Quanto a un esempio di plurale femminile, "la professoressa nuova > le professoresse nuove": الأستاذة الجديدة 'a-l-'ustaaḏatu-l-jadiidatu > الأستاذات الجدد 'al-'ustaaḏaatu-l-jududu (in base alle regole, non si forma la concordanza). Se il nome è indeterminato, anche l'aggettivo sarà indeterminato, cioè anch'esso non ha 'al e ha un caso indeterminato/subisce la nunazione, e.g. Un professore nuovo, una professoressa nuova [nominativo] > أستاذ جديد 'ustaaḏun jadiidun, أستاذة جديدة 'ustaadhatun jadiidatun. Quindi, la disposizione degli elementi e alcuni comportamenti degli aggettivi ricordano l'iḍaafa(t), che comunque indica il possesso e dunque ha il possessore sempre al genitivo: gli aggettivi qualificano invece un nome.

### Pronomi personali soggetto e suffissi dei pronomi personali oggetto +possessivi
| Pronome soggetto          | Pronome oggetto  | Possessivo              | Pronome possessivo |
| ------------------------- | ---------------- | ----------------------- | ------------------ |
| أنا 'anaa                 | ني -nii (-ii/ya) | ي -ii (ya)              |                    |
| أنت 'ant                  | ك -k             | ك -k                    |                    |
| هو huwa (m) هي hiya (f)   | ه -hu ها -haa    | ه -hu ([i]hi) ها -haa   |                    |
| نحن naḥnu                 | نا -naa          | نا -naa                 |                    |
| انتم 'antum أنتن 'antunna | كم -kum -kunna   | كم -kum -kunna          |                    |
| هم hum hunna              | هم -hum -hunna   | هم -hum ([i]him) -hunna |                    |

Da questa lista è stato escluso il duale, presente in arabo classico ma evitato in quello moderno.
Quanto al pronome di seconda persona singolare 'ant, nella parlata non colloquiale si distingue in maschile e femminile: il primo è 'anta, il secondo è 'anti. Come pronome oggetto e suffisso del possessivo, i due sono "-ka, -ki": le vocali sono le stesse per il maschile e femminile, se si vuole rimarcare. In un testo non vocalizzato, si possono creare ambiguità che vanno sbrogliate con l'uso del contesto o della vocale breve messa per iscritto laddove necessario. Altrove, la differenziazione in genere è sempre presente (e,g, maschile huwa VS femminile hiya).
Per attaccare il suffisso del possessivo -ii, si toglie ogni possibile vocale finale dal nome, inclusa quella del caso. Se il nome è femminile con taa' marbuuta(t), in ortografia e pronuncia muta in /t/. I nomi con suffisso del possessivo non hanno articolo determinativo, come in spagnolo e francese. Quando in generale si mette il suffisso possessivo a una parola femminile in taa' marbuuṭa(t), in tutti i casi la taa' marbuuṭa si sente e scrive /t/. Se si vuole attaccare il suffisso possessivo al plurale maschile regolare -uuna, -iina (declinazione diptota), cade la sillaba finale e si riduce in -uu, -ii.
Nei pronomi oggetto e possessivi, alla prima persona -nii/ii muta in -ya se il nome o preposizione finisce in -aa lunga (scritta con la alif comune) e dittongo in -w o -y: si ottiene -aaya, -awya, -ayya. Muta in -ya pure dopo un nome o preposizione che finisce in -aa lunga (scritta con la 'alif pugnale): la terminazione muta in -ay, quindi si ottiene -ayya. Il pronome oggetto -nii, dopo la preposizione "min" e "3an", culmina per logica in una geminazione consonantica: "min-nii, ʿan-nii". La preposizione "li" con "nii" diventa "lii" (a me) e, in tutte le altre combinazioni, subisce il mutamento di vocale tale per cui diventa "la", e.g. li-ka, li-kum (a te, a voi). Da qui si ricava come sia molto comodo pensare "-nii" come una terminazione che di fatto si attacca solo ai verbi e alle preposizioni min, ʿan.
Le terminazioni del possessivo -hu, -hum (terza persona maschile) a propri subiscono una mutazione vocalica in -hi, -him se precedute dalla /i/, tipicamente perché la parola è al genitivo (e.g. il suo libro VS del suo libro). Se le terminazioni si attaccano al verbo con la 'alif di protezione (cioè la 'alif muta della terza persona plurale maschile), quest'ultima cade in ortografia. Un altro caso di formazione di cluster di tre consonanti di fila si forma con il pronome suffisso oggetto -kum, -hum in un verbo alla terza persona (sono in prima posizione nella frase) seguito dal soggetto determinato (ha 'al). Per evitare la formazione del cluster, si usa una /u/ eufonica. Nei testi vocalizzati, si mette per iscritto sopra la "m".
Questi suffissi si attaccano non solo a verbi e nomi, ma pure alle preposizioni.
Infine, un'alternativa al pronome oggetto in forma di suffisso attaccato al verbo è l'uso dei pronomi oggetto suffisso attaccati a una parola di origine sconosciuta che serve da ospite al posto del verbo, 'iyyaa, tale per cui si ottiene:
- 'iyyaa-ya
- 'iyyaa-ka(a/i)
- 'iyyaa-hu/haa
- 'iyyaa-naa
- 'iyyaa-kum/kunna
- 'iyyaa-hum/hunna

Questa versione si usa in primis se si vuole rendere il costrutto enfatico: in tal caso, invece di usare la struttura solita "soggetto-verbo-pronome suffisso" si effettua un'inversione enfatica, ma il suffisso sarebbe senza nulla davanti. Quindi 'iyyaa funge da "sostegno" e diventa 'iyyaa-pronome suffisso +verbo.

### I gradi dell'aggettivo: comparativo di maggioranza (forma elativa), minoranza e uguaglianza; superlativo relativo e assoluto; il diminutivo
- Il comparativo di maggioranza degli aggettivi trilitteri si ottiene modificando direttamente l'aggettivo secondo il pattern 'afʿal. Questa forma dell'aggettivo, detta a volte "elativa", è diptota e segue lo stesso pattern degli aggettivi di colore e di difetti fisici. Nella frase per esprimere il comparativo di maggioranza non si usa nessun verbo "essere" (è dunque una frase nominale) e il secondo termine di paragone è introdotto dalla preposizione "min" +genitivo. La struttura è "[soggetto nominativo] [aggettivo in forma elativa] min [termine di paragone genitivo]". Il termine di paragone può essere un vivente, un non vivente ma anche un'azione, e.g. Pregare è meglio di dormire (citazione dal Corano). Si ricorda che "min" prende la /a/ per non formare cluster di tre consonanti.
- Il comparativo di uguaglianza ha una struttura simile: si usa mithla +genitivo e chiaramente l'aggettivo non è in forma elativa: [soggetto nominativo] [aggettivo con nunazione] mithla [termine di paragone genitivo].
- Se l'aggettivo per costruire il comparativo di maggioranza è un participio delle varie forme verbali (vedi avanti) o ha più di tre consonanti (cioè è un aggettivo quadrilittero), non si usa la forma elativa ma si usa 'aktaru oppure 'ašaddu seguito dall'aggettivo in questione all'accusativo indeterminato -an (non bisogna dimenticare la 'alif sorda). Il resto della struttura non cambia. Quindi, risulta [soggetto nominativo] 'aktaru/'ašaddu [aggettivo in -an] min [termine di paragone genitivo].
- Il comparativo di minoranza ha la stessa struttura di quello di maggioranza appena esposto, ma davanti all'aggettivo (in -an) si usa 'aqallu: [soggetto nominativo] 'aqallu [aggettivo in -an] [termine di paragone genitivo].
- Il superlativo assoluto, che in italiano si rende con il suffisso -issimo o con avverbi (molto, assai...), in arabo si rende per esempio con l'avverbio "molto/assai", che come tutti gli avverbi non di negazione di solito va a fine frase. L'aggettivo in questione è jiddan. Ma il modo più usato per formarlo è applicare all'aggettivo il pattern 'afʿalu, ottenendo la forma elativa, che è diptota. In questo caso indica un superlativo assoluto perché non si usa nessun termine di paragone introdotto da "min": non ci sono paragoni, letteralmente. Oppure, si può immaginare che il termine di paragone è "di tutto/tutti" Per esempio, dire che Ayman è più bello di Muhammad è diverso da dire che Ayman è più bello <e basta> o Ayman è più bello <di tutti>. Davanti all'aggettivo si usa 'al, contrariamente al comparativo di maggioranza.
- Il superlativo relativo, e.g. Ayman è il ragazzo più alto della classe, è una frase nominale ha la struttura [soggetto] [aggettivo in forma elativa senza 'al] [nome del predicato] fii [gruppo al genitivo].
- Il diminutivo si forma con il pattern 'ufaʿil e, in base al contesto, ha un significato vezzeggiativo o di derisione. Si forma da alcuni aggettivi o nomi e un buon dizionario può indicarli.

### Pronomi relativi
"...il quale, la quale; i quali, le quali; che" (il duale non è trattato) sono identici in tutti i casi tranne al duale: in esso, sono suddivisi in due versioni, una se la coppia di nomi di cui si aggiunge qualche informazione è al nominativo/è soggetto frase e un'altra se è al genitivo e accusativo. I pronomi relativi dunque sono 'alladhii الذي, 'allatii التي; 'alladhiina الذين, 'allawaatii اللواتي (a volte 'allaattii, più raro). La vocale iniziale in pronuncia cade se preceduta da altra vocale, solitamente quella del caso grammaticale. Al plurale, la grafia ha due lam invece di una per motivi storici; ciò non ha conseguenze sulla pronuncia. Il plurale si usa solo con esseri viventi: con gli oggetti e concetti astratti, si usano quelli al singolare, che si possono pensare come un generico "che".

### Aggettivi e pronomi indefiniti e simili espressioni
- Alcuni/qualche...: بعض baʿḍ (+i casi al singolare)
- Nessun...: لا laa +nome al singolare in accusativo -a
- Ogni/Tutti...:   كل kullu +nome al singolare in accusativo indeterminato -an
- Tutti (everybody): الجميع 'al-jamiiʿ (+ i casi)
- Nessuno (nobody): لا أحد laa 'aḥada
- Qualcuno: شخصا ما šaẖṣaa maa
- Tutto (everything): كل شىء kullu šaa'an ("ogni cosa")
- Niente: لا شيئ laa šayyi'a
- Da qualche parte: مكان ما makaan$ ma
- In qualche modo: بطريقة ما bi-ṭariiqati maa
- Da nessuna parte: لا مكان laa makaana

## Preposizioni, avverbi e congiunzioni

### Le preposizioni (incluse quelle di luogo) e i casi grammaticali che reggono
- [la preposizione "di" per indicare il possesso si rende con l'idaafa(t) e con i suffissi del possessivo]
- Di > عن 3 ʿan + genitivo (indica il complemento di argomento)
- In/a > في fii + genitivo (indica lo stato in luogo)
- Verso/a > إلى 'ilaa + genitivo (indica la direzione e moto a luogo. Ha la 'alif-pugnale)
- A > ل li/la + genitivo (complemento di termine +il possesso; se usato prima dei pronomi personali suffisso, si scrive e pronuncia "la"; con la prima persona, è "lii")
- Presso > لدى laadaa (si usa anche per esprimere il possesso)
- Presso > عند 'inda (si usa anche per esprimere il possesso)
- Da > من min + genitivo (indica il moto da luogo e il complemento di origine; indica pure il complemento d'agente e di causa efficiente)
- Da > منذ munḏu (indica un punto d'inizio temporale, e.g. dalle tre del pomeriggio, dal 2010)
- Con > مع maʿa +genitivo (indica il complemento di compagnia; si usa anche per esprimere il possesso)
- Con > ب bi +genitivo (indica il complemento di unione e di mezzo; graficamente, si unisce alla parola appena dopo)
- Tra/entro > بعد baʿda +genitivo (indica una deadline temporale, e.g. "Arrivo tra dieci minuti")
- Sopra > فوق fawqa + genitivo (fawqa non implica il contatto, come "above")
- Sopra > على ʿalaa + genitivo (3alaa implica il contatto, come "on". Ha la 'alif-pugnale)
- Sotto > تحت taḥta + genitivo
- Tra X e Y > بين X و Y bayna X wa Y (entrambi al genitivo)
- Dietro > خلف ẖalfa +genitivo
- Davanti > أمام 'amaama +genitivo
- Intorno > حول ḥawla
- Accanto a > بجانب bijaanibi +genitivo
- Senza > بدون biduuni (da "bi" +"duuna")
- Prima > قبل qabla
- Come > ك ka (attaccato al nome)
- Fino a > حتى ḥattaa +genitivo (il punto di fine/limite/arrivo è sia geografico che temporale. Questa parola, se, congiunzione, non prende il genitivo)

La preposizione "min", quando è seguita dall'articolo 'al collegato a un nome, è seguito dalla vocale /a/, tale per cui si sente pronunciato quasi per intero l'articolo (cioè sparisce la 'alif waṣla(t) perché si sente la vocale). Se non si pronunciasse la /a/, si formerebbe un cluster di tre consonanti di fila molto ostico da pronunciare, e.g. "dalla scuola" > من المدرسة *min-l-madrasati > min-al-madrasati. Lo stesso avviene con 3an, che indica l'argomento, e.g. "Noi parliamo di finanza" > نحن نتحدث عن التمويل naḥnu nataḥaddaṯu ʿan-at-tamwiidi.
Le preposizioni di luogo sono dette "preposizioni secondarie" e finiscono in -a perché derivano da nomi verbali all'accusativo.
La preposizione "li", quando si attacca a un nome determinato (con 'al), provoca la caduta della alif in ortografia (già cade in pronuncia siccome "li" finisce in vocale): la successione lam-alif wasla/muta-lam è vietata.
Quando si usa bayna X wa Y, se al posto di Y c'è un pronome personale (si rendono come suffissi dopo le preposizioni, mai in forma di pronome personale soggetto), siccome sono suffissi e non si possono usare da soli, si ripete bayna, e.g. "tra Ayman e lui": bayna 'Ayman(a) wa bayna-hu. Quindi, in questo preciso caso che può dare origine a ambiguità, la struttura è "bayna X wa bayna-Y".
Quanto alle preposizioni che indicano eccezione, la prima è 'illaa, a cui segue il nome al caso accusativo se il verbo è affermativo (e.g. Tutti sono venuti tranne il direttore) e al caso accusativo o nominativo se il verbo è negativo (e.g. Nessuno è venuto tranne il direttore; non c'è Dio all'infuori di Allah). Le particelle ghayru, siwaa (ha la 'alif-pugnale) e 3adaa sono sinonimi di 'illaa, ma prendono il caso genitivo. Da queste particelle si ottengono due congiunzioni, 'ilaa 'anna e ghayra 'anna e significano "ma/però/tuttavia" seguito da un esito negativo, infruttuoso o inaspettato.

### Avverbi di modo, luogo, tempo e espressioni temporali
- دائما daa'iman (sempre)
- تقريبا دائما taqriiban daa'iman (quasi sempre)
- غالبا ġaalban (spesso)
- بعض الأحيان baʿḍi-l-'aḥyaani (a volte)
- نادرا naadiran (raramente)
- شبه مستحيل šabhi mustaḥiilan (quasi mai)
- أبدا 'abadan (mai)

- بسرعة bi-suraʿati (rapidamente, con rapidità)
- ببطء bi-buṭṭi'i (lentamente)
- بسعادة bi-saʿaadati (felicemente, allegramente)
- بحرص bi-ḥarṣan (attentamente, con cautela)
- بلا فتور bi-laa futuran (con indifferenza, svogliatamente)
- بكل سرور bi-kulli suruuran (volentieri, con piacere)
- هنا hunaa (qui)
- هناك hunaaka (lì)
- الآن 'al-'aannu (ora/adesso)
- اليوم 'al-yawmu (oggi)
- هذا الصباح haaḏaa-ṣ-ṣabaaḥu (questa mattina)
- بعد ظهر اليوم baʿda ḏ̣uhri-l-yawmi (questo pomeriggio)
- هذا المساء haaḏaa-l-masaa'u (questa sera)
- هذه الليلة haaḏihi-l-laylati (stanotte)
- في الامس fii-i-'amsi (ieri)
- البارحة صباحا 'al-baariḥatu-ṣ-ṣabaaḥan (ieri mattina)
- البارحة بعد الظهر 'al-baariḥatu baʿda-z-zuhri (ieri pomeriggio)
- مساء امس masaa'u 'amsi (ieri sera)
- الليلة الماضية 'al-laylatu-l-maaḍiyyatu (la scorsa nottata)
- غدا ġadan (domani)
- غدا صباحا ġadan ṣabaaḥan (domani mattina)
- غدا بعد الظهر ġadan baʿda-z-zuhri (domani pomeriggio)
- مساء غد masaa'u ġadi (domani sera)
- ليلة الغد laylatu-l-ġadi (domani notte)
- قبل يومين qabla yawmayni (due giorni fa)
- منذ دقيقتين munḏu daqiiqayni (due minuti fa...) [caso duale diptoto: -aani, -ayni, -ayni]
- قبل ثلاث دقائق qabla ṯalaaṯi daqaa'iqa (tre ore fa)
- قبل ثلاث ساعات qabla ṯalaaṯi saaʿaatan (tre ore fa...)
- منذ ثلاثه اسابيع mundhi ṯalaaṯihu-s-saabiiʿu (tre settimane fa...)
- قبل ثلاثة أشهر ونصف qabla ṯalaaṯati 'ašhuran waniṣfan (tre mesi e mezzo fa...)
- منذ ثلاثة أعوام mundhu ṯalaathati 'aʿwaaman (tre anni fa...)
- هذا الاسبوع haaḏaa-l-'asbuuʿu (questa settimana)
- الاسبوع الماضى 'al-'usbuu3$-l-maadaa (la settimana scorsa)
- الاسبوع المقبل 'al-'usbuu3$-l-muqbil$ (la prossima settimana)
- نهاية هذا الأسبوع nihaayatu haaḏaa-l-'usbuuʿi (questo fine settimana/weekend)
- نهاية الأسبوع الماضي nihaayatu-l-'uabuʿi-l-maadiyyi (lo scorso fine settimana, il weekend scorso)
- نهاية الاسبوع القادمة nihaayatu-l-'usbuuʿi-l-qaadimati (il prossimo fine settimana/weekend)
- الاثنين الماضي 'al-'iṯnaynu-l-maaḍiyyi (il lunedì passato, lo scorso lunedì)
- الاثنين المقبل 'al-'iṯnaynu-l-muqbilu (il prossimo lunedì)
- في صباح الاثنين fii ṣabaahi-l-'iṯnayini (il lunedì mattina)
- مساء الاثنين masaa'u-l-'iṯnayni (lunedì sera)
- ليلة الاثنين laylatu-l-'iṯnayni (lunedì notte)
- هذا الصباح haaḏaa-ṣ-ṣabaaḥu(questo mese)
- الشهر الماضي 'ash-shahru-l-maaḍiyyu (il mese scorso)
- الشهر القادم 'ash-shahru-l-qadimu (il prossimo mese)
- هذه السنة haaḏihi-s-sanatu (quest'anno)
- العام الماضي 'al-ʿaamu-l-maaḍiyyu (l'anno passato/scorso)
- العام القادم 'al-ʿaamu-l-qadimu (il prossimo anno)
- الإثنين 'al-'iṯniin (lunedì)
- الثلاثاء 'al-ṯulaathaa' (martedì)
- الأربعاء 'al-'arbiʿaa' (mercoledì)
- الخميس 'al-ẖamiisa (giovedì)
- الجمعة 'al-jumʿa(t) (venerdì)
- السبت 'as-sabt (sabato)
- الأحد 'al-'aḥd (domenica)
- يناير yanaair (gennaio)
- فبراير fibraair (febbraio)
- مارس maaris (marzo)
- أبريل 'abriil (aprile)
- مايو maayuu (maggio)
- يونيو yuuniyuu (giugno)
- يوليو yuuliyuu (luglio)
- أغسطس 'aghusṭus (agosto)
- سبتمبر sibtambar (settembre)
- اكتوبر 'uktuubar (ottobre)
- نوفمبر nuufimbir (novembre)
- ديسمبر diisambir (dicembre)
- افي الربيع fii-r-rabiiʿi (in primavera)
- في الصيف fii-ṣ-ṣaifi (in estate)
- في الخريف fii-l-ẖariifi (in autunno)
- في الشتاء fii-š-šitaa'i (in inverno)
- كل يوم kullu yawman (tutti i giorni, ogni giorno)
- كل اسبوع kullu-sbuuʿan (ogni settimana)
- كل نهاية اسبوع kullu nihaayatun 'usbuuʿan (ogni fine settimana/weekend)
- كل شهر kullu šahran (ogni mese)
- كل عام kullu ʿaaman (tutti gli anni, ogni anno)
- كل صباح kullu-ṣ-ṣabaaḥan (ogni mattina, tutte le mattine)
- كل اثنين kullu-ṯnayni (ogni lunedì)
- كل صباح الاثنين kullu ṣabaaḥan-al-'iṯnayni (ogni lunedì mattina, tutti i lunedì di mattina)
- كل ثلاث ساعات kullu ṯalaaṯan saaʿatan (ogni due ore)
- هذا الوقت haaḏaa-l-waqtu (questa volta)
- آخر مرة 'aaẖara maratan (l'ultima volta)
- في المرة القادمة fii-l-marratin qaadimatin (la prossima volta)
- مرتين على الأقل في اليوم marratayn ʿalaa-l-'qalli fii-l-yawmi (almeno due volte al giorno)
- في هذا القرن fii haaḏaa-l-qarni (in questo secolo)
- في هذه الألفية fii haaḏihi-l-'alfiyati (in questo millennio)

### 'Inna e le sue sorelle
In arabo si usa parecchio una particella enfatica a inizio frase nominale, 'inna, che serve a enfatizzare la verità e perentorietà di ciò che si dice per solennità o semplicemente per dare enfasi in una comune parlata colloquiale usata sia da adulti che da bambini. Non si traduce, ma si può immaginare come "Certamente... !". Un esempio è "Certamente l'arabo è una lingua interessante!". Il soggetto appena dopo 'inna non è al nominativo, ma l'accusativo, pure se è il primo componente di un'iḍaafa(t); ma l'aggettivo/predicato nominale riferito a esso resta al nominativo, quindi finirà in -un, e può essere anticipato dalla sillaba "la" utilizzata solo per dare ulteriore enfasi (e.g. "Certamente l'arabo è interessante VS Certamente l'arabo è INTERESSAAAANTEEEEEH!!"). Se il soggetto dopo 'inna è un pronome personale, si esprime come pronome suffisso. Un caso particolare è "Certamente io... !", che si rende in due modi: 'inn-ii e 'inna-nii. Il secondo è più enfatico e porta il soggetto a elevarsi, anche rischiando di sembrare tracotante. Il primo è colloquiale, più diffuso e più umile. Il secondo caso particolare è sempre alla prima persona, ma plurale: si può rendere sia come 'inna-naa che con 'inn-aa (cioè una versione contratta).
Esistono particelle simili che svolgono altri ruoli e che i grammatici tradizionali chiamano "le sorelle di 'inna", un nome molto famoso. Anche dopo le sorelle di 'inna il soggetto è all'accusativo, ma il predicato nominale resta al nominativo. Le sorelle di 'inna, che si possono pensare come congiunzioni/connettivi e si possono potenzialmente trattare in capitoli appositi, sono (wa) laakinna (ma/però; possiede la alif-pugnale), laʿalla (forse), ka'anna (come se), (yaa) layta (se solo...!), 'anna (che... <discorso indiretto, completiva>). Un esempio con 'anna è "Ho sentito che Ayman è ammalato". Attenzione a non confonderlo con 'an, che di usa per esempio dopo il verbo "volere" (e.g. "Voglio che (tu) venga qui immediamente"). 'anna si usa anche per formare li'anna (Perché...) e maʿa'anna (sebbene/nonostante), a cui segue l'accusativo.

### Le congiunzioni principali e altre particelle senza flessione
- e: و wa
- o: أو 'aw (أم 'am se non è una domanda)
- poi: ثم thumma
- ma: لكن laakinna (ha la 'alif-pugnale)
- forse: ربما rubbamaa
- perché: لان li'anna (in affermazioni)
- affinché: لكي likay
- se: إذا 'iḏaa
- a meno che; eccetto/fuorché: إلا 'illaa +accusativo (deriva dalla contrazione di qualcosa di simile a "se non", ان لم)
- quindi/dunque; e poi: ف fa (è attaccato al soggetto immediatamente successivo. Traduce "quindi/dunque" e anche due azioni consecutive e collegate, e.g. "Cadde nel fiume e dunque annegò". In "thumma", è presente sì un'azione conseguente, ma con una cesura temporale più o meno lunga)
- addirittura: حتى ḥattaa +accusativo se il verbo è transitivo; +nominativo se il verbo è intransitivo (i grammatici tradizionali la classificano come congiunzione)

## Numerali

### I numeri ordinali da 0 a 19 (forma femminile e maschile); le decine, centinaia e migliaia
0. صفر ṣifr
1. واحد waaḥid (femminile waahida(t); aggettivo), 'aḥad (numero; forma femminile indeclinabile 'iḥdaa, con 'alif-pugnale) [da non confondere con la nunazione]
2. اثنان 'iṯnaani (+il caso duale, con o senza numero "due") > femminile 'ithnataani
3. ثلاثة ṯalaaṯa(t) > maschile ṯalaaṯ
4. أربعة 'arbaʿa > maschile 'arba3
5. خمسة ẖamsa(t) > maschile ẖams
6. ستة sitta(t) > maschile sitt
7. سبعة sabʿa(t) > maschile sab3
8. ثمانية ṯamaaniya(t) > maschile ṯamaan
9. تسع tisʿa(t) > maschile tis3
10. عشرة 'ašara(t) > maschile ʿašr [per formare le decine, si usa ...ʿašara > femminile...ʿašrata, con ta marbuta]
11. أحد عشر 'aḥada ʿašara > femminile 'iḥdaa ʿašrata (ha la 'alif-pugnale)
12. اثني عشر 'ithnaa ʿašara > femminile 'iṯnataa ʿašrata (al nominativo; è diptoto)
13. ثلاثة عشر ṯalaatata ʿašara > femminile ṯalaaṯa ʿašrata
14. اربعة عشر 'arbaʿata ʿašara > femminile 'arbaʿa ʿašrata
15. خمسة عشر ẖamsata ʿašara > femminile ẖamsa ʿašrata
16. ست عشرة sitta ʿašrata > maschile sittata ʿašara
17. سبعة عشر sabʿata ʿašara > femminile sabʿa ʿašrata
18. الثامنة عشر 'aṯ-ṯamaaniyata ʿašara > femminile ṯamaaniya ʿašrata
19. تسعة عشر tisʿata ʿašara > femminile tisʿa ʿašrata
Le decine, eccetto il numero dieci, sono diptote (genitivo/accusativo < nominativo):
20. عشرين 3 'išriina < 'išruuna
30. ثلاثين ṯalathiina < ṯalathuuna
40. أربعين 'arbaʿiina < ʿarbaʿuuna
50. خمسون ẖamsuuna (nom.) > ẖamsiina
60. ستين sittiina < sittuuna
70. سبعون sabʿuuna (nom.) > sabʿiina
80. ثمانون ṯamaanuuna (nom.) > ṯamaaniina
90. تسعين tisʿiina < tisʿuuna
Le centinaia sono:
100. مائة mi'atin
200. مائتين mi'ataani (diptoto; genitivo/accusativo mi'atayni)
300. ثلاثمائه ṯalaahṯu-mi'atin
400. أربعة مئة 'arbaʿu-mi'atin
500. خمسمائة ẖamsu-mi'atin
600. ستمائة sittu-mi'atin
700. سبعمائة sabʿu-mi'atin
800. ثمان مائة ṯamaani-mi'atin
900. تسعمائة tisʿu-mi'atin
Le migliaia sono:
1000. ألف 'alf
2000. ألفين 'alfayni < 'alfaani (nom.; diptoto)
3000. ثلاثة الآف ṯalaaṯatu 'aalaafu
4000. أربعة آلاف 'arbaʿatu 'aalaafu
5000. خمسة آلاف ẖamsatu 'aalaafu
6000. ستة الاف sittatu 'aalaafu
7000. سبعة آلاف sabʿatu 'aalaafu
8000. ثمانية آلاف ṯamaaniyatu 'aalaafu
9000. تسعة آلاف tisʿatu 'aalaafu
Quanto a pochi esempi di numeri ancora più grossi, essi sono:
10.000 عشرة آلاف 'ašrata 'aalaaf
100.000 مئة الف mi'atu-lfi
1.000.000 مليون واحد milyuunu waaḥid
1.000.000.000 مليار واحد milyaar waaḥid
1.000.000.000.000 ترليون واحد trilyuun waaḥid

### L'accordo tra nome e numero e utilizzo concreto
L'utilizzo concreto dei numeri è uno dei punti più complessi della grammatica araba insieme all'apprendimento dei plurali fratti e anche i parlanti nativi possono fare errori. La difficoltà principale è proprio nell'accordo con il genere del nome a cui si riferiscono, partendo dall'importante presupposto che i numeri sono variabili in genere, contrariamente a molte altre lingue (tra cui le lingue romanze; in spagnolo, portoghese e catalano solo il numero uno come unità è variabile in genere, e.g. letteralmente "cento e uno studenti, cento e una studentesse", ma l'arabo è ancora più pervasivo e tratti perfino confusionario e curioso). Per superare quest'altro punto critico di tutta la grammatica araba, è consigliabile studiare i numeri accompagnati da un nome plurale in entrambi i generi. Siccome i numeri hanno pure i casi, in più bisognerebbe trattate il [numero+nome] in tutti i casi finché il pattern non si automatizza con il tempo. A loro volta, i pattern andrebbero suddivisi in gruppi in base all'avanzare dell'ordine di grandezza dei numeri, e.g. numeri da 0 a 10, numeri da 11 a 1000, numeri da 1001 a 10.000 ecc. Questi gruppi andrebbero appresi un po' alla volta, ma i dettagli minuti sono a discrezione dei singoli. I numeri da 11 a 99 mostrano un'inversione tra decina e unità, e.g. ventitré > tre (con) venti, come se si stesse facendo un'addizione. Quanto ai dettagli dell'utilizzo dei numeri fino alle centinaia:
- Il numero uno, 'ahad, indica la quantità (sempre in riferimento a un gruppo) e da esso vi deriva l'aggettivo waaḥid, femminile waaḥida(t), che significa "unico/solo" (in quanto aggettivo, si usa sintatticamente dopo il nome). In più, non va confuso con la nunazione riferita a un nome singolare: indica l'indeterminazione, non la quantità. Quindi, "un libro VS un unico/solo libro VS un certo libro". L'aggettivo cambia genere in base al nome a cui si riferisce.
- Il numero uno come quantità, 'aḥad, è triptoto e la sua versione base è quella maschile. Se riferito a un nome femminile, la sua controparte è 'iḥdaa (ha la 'alif-pugnale) ed è indeclinabile. Il numero uno si usa a prescindere secondo la struttura dell'iḍaafa(t), tale per cui il nome a cui si riferisce, che è in seconda posizione, ha l'articolo determinativo 'al e il genitivo. Si traduce sempre come "uno degli; una delle", e.g. uno degli studenti > 'aḥadu-ṭ-ṭullaabi. Si può fare seguire da un pronome suffisso ed è sempre determinato, e.g. uno di loro > 'aḥadu-hum.
- Il numero due si può esprimere sia con il numero +plurale duale diptoto, sia semplicemente usando in modo diretto il plurale duale senza il numero, che è scontato. L'uso del numero deriva da ridondanza o dal desiderio di dare enfasi (e.g. "due studenti" VS "DUUUEEEE studenti") Si ricorda che il plurale duale è perlopiù usato nella lingua piuttosto colta e formale o in arabo classico.
- Il numero zero è assolutamente invariabile in genere: è sempre al maschile.
- I numeri dal 3 al 10 inclusi, a prescindere dal contesto d'uso, hanno due generi: il maschile e il femminile, che si possono imparare direttamente quando si imparano a memoria i numeri per la prima volta (i numeri da 0 a 10 si imparano necessariamente a memoria; un po' d'aiuto viene dalla conoscenza pregressa dell'ebraico o dei numeri in swahili, parzialmente imparentati con l'arabo). Il femminile si forma con la classica aggiunta della taa' marbuuṭa(t) al maschile e, in pochi casi, con delle modifiche marginali della radice. In sintesi, non sono invariabili e si comportano come nomi proprio perché si considerano nomi, e.g. tre, *tra; quattro, *quattra; cinque, *cinqua; sei, *sea; sette, *setta; otto, *otta; nove, *nova; dieci, *diecia.
- Una volta appreso che i numeri dal 3 al 10 inclusi sono maschili e femminili, va spiegato che essi prendono il femminile se il nome plurale a cui sono riferiti è maschile (al singolare) e viceversa. Questo principio si chiama "polarizzazione" in riferimento al genere. Il caso grammaticale è stabilito sempre dal nome, ragion per cui ciò su cui si pone il focus è il nome: dalle sue caratteristiche, deriva gran parte dell'uso dei numeri.
- A livello sintattico, in prima posizione va il numero (con genere), subito dopo va l'oggetto al plurale (tranne con il numero uno, per logica). L'oggetto ha il caso a prescindere in forma indeterminata (tranne quando si usa 'aḥad, già illustrato).
- I numeri da 11 a 99 non solo hanno a livello di costruzione un'inversione tra unità e decina, ma sono dotati di genere, che stavolta dipende dal nome a cui si riferiscono (manca la polarizzazione). Il genere coinvolge tutto il numero, sia l'unità che la decina. Come al solito, il passaggio di genere di base avviene con l'aggiunta o meno della taa' marbuuṭa(t). La doppia forma si può imparare già durante la memorizzazione dei numeri. Non sono dotati di caso: sono indeclinabili eccetto per il numero dodici, che comunque è scarno in quanto diptoto, e per le decine (20, 30, 40, 50, 60, 70, 80, 90), che sono diptote e si comportano in modo analogo al plurale regolare maschile (finiscono in -uuna, -iina, -iina).
- Con tutti i numeri da 11 a 99, il nome è seguito a priori dall'accusativo indeterminato (ricordarsi della 'alif sorda).
- Le centinaia (100, 200, 300, 400, 500, 600, 700, 800, 900) hanno il nome che le segue a priori al genitivo indeterminato (-in).
- Tutte le altre centinaia, cioè quelle dotate di decine e/o unità, si accordano con le regole della decina e/o unità, che dunque si riciclano, permettendo per la prima volta di alleggerire parecchio il carico mnemonico. Per esempio, se si usano i numeri 153, 807 e 240, l'accordo segue le regole del numero 53, 7 e 40.

## Frase interrogativa
La frase interrogativa diretta si forma pronunciando l'equivalente frase affermativa con un'intonazione crescente e anteponendo a tutta la frase la particella interrogativa هل hal. Se usato davanti a 'al, per non formare un cluster di tre consonanti di fila, si usa la vocale /i/ che si mette pure per iscritto e si pronuncia al posto della 'alif wasla. Un quasi-sinonimo di hal è la particella interrogativa 'a, che è colloquiale e non si può usare davanti a 'al.
In alternativa, si può usare la question tag colloquiale "..., sì o no?", ovvero "نعم أو لا..." ...naʿam 'aw laa?
Quanto invece ai pronomi e avverbi interrogativi, essi sono:
- Cosa? > ما maa (solo in frasi con il verbo essere, e.g. "Cosa è questo?")

- Cosa? > ماذا maaḏaa (solo in frasi che coinvolge un verbo d'azione, e.g. "Cosa fai?")
- Chi? > من man
- Quando? > متى mataa (ha l'alif-pugnale)
- Dove? > أين 'ayna
- Come? > كيف kayfa
- Perché? > لماذا limaaḏaa
- Da quando? > منذ متى munḏu mataa
- Fino a quando? > حتى متى ḥataa mataa
- Con chi? > مع من maʿa min
- Con cosa? > بماذا bi-maaḏaa (indica il complemento di unione o di mezzo/strumento)
- Verso dove? > إلى أين 'laa 'ayna (indica la direzione/moto a luogo)
- Da chi? > من من min man (in pronuncia, si assila in "mimman" e si può anche vedere scritto in questo modo)
- Da cosa? > من ماذا min maaḏaa (complemento di causa efficiente)
- Per chi? A chi? لمن li man?
- Quale? > أي 'ayy +caso grammaticale

A margine, si aggiunge che "o/oppure" in domande si rende come X أو Y ('aw), ma se non si usa in domande si traduce come أم 'am. Per esempio, in "Non so se viene o no", la parte finale si rende come أم لا 'am laa.

## Sistema verbale

### Frase nominale affermativa (il verbo essere e avere); esserci
Il verbo essere come verbo principale non esiste in arabo (esiste solo come ausiliare nei tempi verbali composti, "kaana"), quindi le frasi che hanno il verbo essere sono tutte nominali, come cioè se non ci fosse un verbo (le frasi nominali in italiano si vedono tipicamente nei titoli di giornali e testate online, e.g. "Terremoto a Vergate sul Membro, cento feriti" e "Incontro storico tra il Premier italiano e il Primo Ministro belga a Formaggio del Monte in provincia di Provolone"). Quindi, per rendere in arabo frasi basilarissime come "Io sono Ayman, io sono uno studente, io sono lo studente, io sono italiano, io sono bello, questa è mia sorella, questa è una penna, questa è la mia penna, questa è la penna del professore", ovvero delle frasi in cui ci si presenta e si indica un possesso o si indica chi/cosa è X, semplicemente tutti gli elementi si affiancano senza il verbo.
Per presentare uno a uno i casi principali, una frase come "Io sono Ayman, questo è Alì, questa è Layla'" è انا ايمن 'anaa 'Ayman(u), هذا هو علي haadhaa (huwa) ʿAliyy(u), هذه هي ليلى haaḏihi (hiya) Laylaa. Quando si usa il pronome deittico, in più di solito si aggiunge quello personale perché questo è un modo di esprimersi degli arabi (in italiano sarebbe una ridondanza): usano cioè molto spesso la struttura tema-rema (o "topic-comment") quando si parla di una terza persona (si usa molto anche nell'italiano colloquiale pure inconsapevolmente). Ma il punto focale è la dimostrazione che non c'è nessuna copula e che la frase abbia senso pure senza questo verbo. La nunazione al secondo elemento sparisce se è determinato, e.g. Io sono il Presidente: أنا الرئيس 'anaa 'ar-Ra'iis(u) (qui la pronuncia si può scandire per dare enfasi; si nota 'al e in questo caso la sua assimilazione). Quindi, "io sono lo studente" è أنا الطالب 'anaa-t-taalibu.
Per dire "Io sono uno studente", subito dopo il soggetto (che potrebbe anche essere non per forza un pronome personale soggetto, e.g. 'Ayman è uno studente) si mette il nome del predicato (niente copula), in questo caso con la nunazione al caso nominativo (si parla del soggetto, in questo caso se stessi o 'Ayman), quindi la frase è أنا طالب 'anaa ṭaalibun, أيمن طالب. 'Ayman(u huwa) ṭaalibun. Attenzione al femminile, laddove è possibile il passaggio di genere, e.g. "Layla è una studentessa": ليلى طالبة Laylaa (hiya) ṭaalibatu. Attenzione dunque al plurale (comunque sempre indeterminato), e.g. loro sono studenti, 'Ayman e suo fratello sono studenti, Fatima e le sue sorelle sono studentesse": هم طلاب hum ṭullaabun, أيمن وأخوه طلاب 'Ayman wa 'akhuu-hi (hum) ṭullaabun, ليلى وشقيقاتها طالبات Laylaa wa šaqiiqaatu-haa (hunna) ṭaalibaatun.
Per indicare la nazionalità, si usa l'aggettivo di nazionalità (sono riconoscibili perché finiscono con la nisba(t), ovvero la terminazione -iyy > femminile -iyya(t) più i casi) affiancato al soggetto, e.g. Io sono italiano, lei è araba, Layla e Fatima sono arabe [in una parlata aulica, si può rendere con il plurale duale], loro sono studenti italiani, Layla è araba > انا عربي 'anaa ʿarabiyyun, هي عربية hiya ʿarabiyyatun,  ليلى وفاطمة عربيات. Laylaa wa Faaṭima(tu) ʿarabiyyaatun, هم طلاب إيطاليون hum ṭullaabun 'iiṭaaliyyuunun, ليلى عربية Laylaa ʿarabiyyatun.
Per esprimere gli aggettivi non di nazionalità, non cambia nulla della struttura, come anche per esprimere il possesso: i componenti si affiancano senza verbo essere, e.g. io sono alto e bello, questa è una penna, questa è la mia penna, questa è la penna del professore, questi sono i libri della professoressa > أنا طويل وجميل 'anaa ṭawiilun wa jamiilun, هذا قلم haaḏaa qalamun, هذا قلمي haaḍaa qalam-ii, هذا قلم الأستاذ haaḏaa qalamu-l-'ustaaḏi, هذه كتب الأستاذة haaḏihi kukutu-l-'ustaaḏati.
La negazione è leggermente diversa siccome si usa un verbo, laysa (non essere), ma non ha nessuna controparte affermativa. Si coniuga come un verbo qualunque, e.g. Io non sono Ayman, io non sono uno studente, io non sono stanco, questa non è la penna del professore: انا لست ايمن 'anaa lastu 'Ayman, أنا لست طالبا 'anaa lastu ṭaaliban (si usa a priori la nunazione all'accusativo), أنا لست متعب 'anaa lastu mutaʿban, هذا ليس قلم الأستاذ haaḏaa laysa qalamu-l-'ustaaḏi. Laysa ha una coniugazione tutta sua e si studia come verbo. In più, quando si usa la frase nominale con essere al passato e futuro (e.g. io ero un professore, io sarò un professore) si usa il verbo kaana, e.g. كنت أستاذا ('anaa) kuntu 'ustaaḏan (a priori si usa -an), سأكون استاذا ('anaa) sa'akuunu 'ustaaḏan.
Anche il verbo avere si esprime con una frase nominale siccome in arabo non esiste proprio il verbo "avere" (come ausiliare si usa sempre "kaana"). In realtà esiste un verbo per esprimere il possesso, "malaka" (possedere), da cui deriva la parola "re, regina" (malik ملك, malika(t) ملكة per derivazione lessicale dalla radice trilittera M-L-K), tuttavia non si usa quasi mai perché indica il possesso in modo troppo forte: se si dicesse "io ho un bambino, io ho un amico, io ho una moglie" con il verbo malaka, sembra che sia uno schiavo o schiavetta su cui si ha il controllo totale e il potere di vita o di morte. Se si dice "Io ho un libro" con questo verbo, sembra che sia un oggetto di proprietà di un re, che si può passare di proprietà chiedendo umilmente e in modo ufficiale al Signor Titolare. Ergo, malaka non si usa quasi mai se non quando il soggetto è un re/regina o una divinità come lo stesso Allah. Chi lo usa non per errore, dà l'impressione di credersi il re, la regina o Dio Onnipotente.
Il verbo avere quindi è sempre espresso da una frase nominale che contiene un piccolo giro di parole.
Nel primo dei quattro, si usa la preposizione "li" ("la" se usata prima di un pronome suffisso) seguito dal possessore (se un nome, è sempre al caso genitivo) e dall'oggetto, determinato o meno (comunque, è al nominativo perché è il soggetto; attenzione a ricordarsi di togliere in pronuncia e ortografia la /a/ di 'al).
Nel secondo, si usa invece la preposizione "ʿinda" +genitivo.
Nel terzo, si usa لدى ladaa. Nonostante finisca con la 'alif-pugnale, vi si può attaccare il pronome suffisso, come anche nelle altre preposizioni che finiscono in 'alif-pugnale: per esempio, -ii del possessivo muta in -ya (e.g. ladaa +ii > ladayya, ladaa +ka > ladayka, ladaa +naa > ladaynaa) siccome la -aa muta in -ay.
Nel quarto, si usa مع maʿa.
"Ladaa" ha un sapore letterario e si usa con parenti o amici, con cui comunque si ha un rapporto stretto (e in più sono persone, esseri viventi). Si può usare pure con gli animali domestici, come cani, gatti e cammelli.
"ʿinda, maʿa, li/la" si usano con oggetti che si possiedono sia in senso astratto che hic et nunc, qui e ora, e.g. "Aspetta, ho un accendino, toh, tienilo!". L'unica differenza fondamentale è che "li" è l'unico che si può usare se il possessore non è un essere vivente, e.g. "Questa casa ha molte stanze" (ma si può pure rendere con il verbo esserci). Può tranquillamente comparire come "la" se il suffisso di terza persona si rivolge a oggetti, per logica (e.g. "Essa ha molte stanze").
Quindi, quattro frasi come "Io ho un accendino/io ho una casa a Abuu Dhabii, la camera d'albergo ha una vasca a idromassaggio, io ho una figlia" hanno la stessa struttura ma almeno tre preposizioni diverse. Quindi, una frase come "Io <qui e ora> ho una penna" si rende come "A me una penna, presso di me una penna" a priori e, in questo preciso caso, la traduzione è عندي قلم ʿindii qalamun (attenzione al caso nominativo: si sta dicendo "presso di me una penna"). "Io ho una figlia" è لدي ابنة ladayya 'ibnatun (attenzione di nuovo al nominativo: si sta dicendo "presso di me una figlia").
Infine, "esserci" è un verbo che ha un'unica forma al presente, passato e futuro (ma ovviamente ha anche una negazione). "C'è, Ci sono" si traduce "Hunaaka +oggetto indeterminato in -un" (siccome è il soggetto: si sta dicendo che un soggetto c'è, esiste qui e ora), e.g. C'è un cane, c'è una studentessa > هناك كلب hunaaka kalbun, هناك طالبة hunaaka ṭaalibatun. Con oggetti e animali, si nega con "laa": si ottiene dunque لا يوجد Laa yuujadu. Se è un nome comune di persona, si usa "Laysa" +hunaaka, e.g. Non c'è un cane, non c'è una studentessa: لا يوجد كلب laa yuujadu kalbun, ليس هناك طالبة laysa hunaaka ṭaalibatun. Al passato, si usa kaana: "C'era, C'erano" > Kaanu hunaaka (al femminile: Kaanatu hunaaka), e.g. كان هناك كلب kaanu hunaaka kalbun, كانت هناك طالبة kaanatu hunaaka ṭaaalibatun. Il futuro si forma sempre con kaana, e.g. ci sarà un cane سيكون هناك كلب sayakuunu hunaaka kalbun, سيكون هناك طالبة sayakuunu hunaaka ṭaalibatun. Il futuro si nega con "lan": ci sarà un cane, ci sarà una studentessa: لن يكون هناك كلب lan yakuuna hunaaka kalbun, لن يكون هناك طالبة lan yakuuna hunaaka ṭaalibatun. Il passato e futuro si negano rispettivamente con "lam, lan", لم أكن أستاذا lam 'akun 'ustaaḏan (finisce ancora in -an a priori), لن اكون استاذا lan 'akuna 'ustaaḏan.

### Frase verbale, forma del dizionario e aspetto perfettivo e imperfettivo, le 14 classi e l'ausiliare kaana
I verbi in arabo solitamente hanno la radice trilittera (verbi trilitteri) e, sporadicamente, quadrilittera (verbi quadrilitteri). La radice è composta da consonanti (hamza inclusa) o da semivocali (w, y) e anche dalla alif per l'allungamento vocalico. Nella loro forma base reperibile nei dizionari, sono alla terza persona maschile del passato remoto. I grammatici arabi tradizionali chiamano la forma del dizionario/forma base "la forma nuda/mujarrad" siccome non ha nessun prefisso e nessun suffisso; siccome in più mostra l'impianto vocalico corretto, questa forma è ben adatta a illustrare il verbo. Nei dizionari ben fatti, accanto all'infinito viene indicata la medesima persona al presente indicativo, siccome ha una vocale tematica casuale (ma la maggior parte dei verbi ha la vocale tematica /a/). Le vocali tipicamente sono a-a-a, ma quella centrale/mediana può variare, tale per cui si ottiene -a-i-a oppure a-u-a. I verbi sono fatti derivare dalla radice lessicale, e.g. K-T-B ("librità") > kataba ("scrivere", a-a-a) e, con delle ulteriori modifiche alle consonanti radicali, se ne ottengono altri ancora contenenti il significato base ma con delle modifiche, e.g. scrivere > fare scrivere; uccidere > sterminare; studiare > imparare. Quindi, quando si studia un verbo, si studiano tutti i suoi derivati e, quando si studia come si coniuga, non si studiano delle coniugazioni (l'arabo non ne ha, mentre l'italiano per esempio si distingue in -are, -ere/urre, -ire), ma come si coniuga ognuna delle varianti. In totale, esistono 14 di queste "forme verbali", di cui le ultime 4 in disuso in arabo moderno standard ma in uso nell'arabo classico, in cui comunque sono rare e contengono pochi verbi, e.g. azzurro > diventare azzurro ("Ho mangiato delle barrette scadute e sono diventato azzurro").
Anche in arabo esistono i tempi composti, che si creano con l'ausiliare "essere", kaana. Si ricorda però che il verbo essere come verbo principale affermativo e avere non esistono e dunque le frasi aventi questi verbi sono nominali, cioè senza verbo e con componenti affiancati o giri di parole che coinvolgono le preposizioni. "Esserci" è già stato presentato, come anche "non essere" (laysa). Fondamentalmente, in arabo esistono due aspetti: il perfettivo (azione conclusa, a prescindere dal tempo passato, presente e futuro) e l'imperfettivo (azione non conclusa, a prescindere dal tempo passato, presente e futuro), esattamente come in cinese. Il perfettivo alla terza persona in più si usa per esprimere desideri, auguri e ipotesi. I grammatici tradizionali (e molte volte anche quelli moderni) mostrano le coniugazioni e tutte le forme verbali (come anche i plurali fratti e simili pattern) con un verbo-fantoccio generico, "fare" (faʿala), che ha tre consonanti che si articolano in tre modi diversi, il che lo rende molto chiaro. Quindi, la forma mujarrad segue lo schema "fa3ala" e più raramente "faʿila" e "faʿula".
Nel trattare il sistema verbale, vengono dati per scontati i pronomi personali soggetto (che comunque si possono elidere nella parlata siccome l'arabo è una lingua pro-drop come l'italiano, lo spagnolo e il portoghese). Vengono dati per scontati pure i pronomi suffissi, che si utilizzano nei verbi transitivi, e le preposizioni, che alcuni verbi reggono (come l'italiano "venire da...") e il caso grammaticale a cui esse sono collegate. In arabo moderno, si possono non utilizzare i pronomi personali duali (voi due, loro due).
Quanto alla sintassi, prima si inserisce il soggetto, poi il verbo e poi l'oggetto (ovvero, l'ordine dei costituenti è S-V-O). L'eccezione è alla terza persona quando il soggetto non è un pronome personale (hum, hunna comunque omissibili perché l'arabo è pro-drop) ed è un essere umano: in tal caso si effettua un'inversione, tale per cui l'ordine è verbo-essere umano-oggetto. In più, la concordanza con il numero salta siccome il verbo è sempre al singolare, ragion per cui il plurale si tiene con i non viventi e con il pronome personale "hum, hunna". Ma il punto più interessante riguarda gli oggetti, concetti astratti e animali al plurale, cioè i non-umani: non importa se questi oggetti siano maschili o femminili siccome il verbo, oltre che essere in prima posizione e al singolare (ovviamente terza persona), è al femminile, e.g. "Il professore illustrò l'argomento" > "Illustrò il professore l'argomento"; "Il Ministro arrivò all'hotel" > "Arrivò il Ministro all'hotel"; "Ayman telefonò a Layla > telefonò Ayman a Layla"; "Gli studenti lessero il capitolo > Lesse - gli studenti - il capitolo"; "Ayman e Layla lessero l'articolo > Lesse - Ayman e Layla - l'articolo"; "La stampante(è femm.) stampò i documenti" > "Stampòfemm. la stampante i documenti"; "le stampanti stamparono i documenti > stampòfemm. - le stampanti - i documenti"; "Il computermasch. scaricò i file" > "Scaricòmasch. il computer i file"; "I computer scaricarono i file" > "Scaricòfemm. - i computer - i file"; "Il cane mangiò il compito" > "Mangiòmasch. il cane il compito"; "I cani mangiarono i compiti" > "Mangiòfemm. i cani i compiti"; "La gatta mangiò le crocchette" > "Mangiòfemm. la gatta le crocchette"; "Le gatte mangiarono le crocchette" > "Mangiòfemm. le gatte le crocchette"). Il mancato uso dell'inversione alla terza persona con un soggetto che non è pronome personale si vede sporadicamente e in questo caso tutte le concordanze con il soggetto umano sono regolari (con i non-umani, resta la regola di usare il femminile singolare se essi sono plurali).
Come in italiano, nei tempi composti si usa prima l'ausiliare e poi il verbo principale (in altre lingue asiatiche, l'ordine è invece invertito).

### Passato remoto e prossimo italiani (verbi trilitteri, forma 1)
L'equivalente del passato remoto e prossimo italiani dei verbi trilitteri è uno dei primi tempi che si apprende, siccome la radice verbale dell'aspetto perfettivo del verbo (che sostanzialmente è quello che si sta trattando) è la forma base del vocabolario a cui si aggiungono dei suffissi (come nell'italiano parl-ai, parl-asti, parl-ò, parl-ammo, parl-aste, parl-arono) e, se serve, i pronomi personali suffisso, e.g. Io ti avvisai > "Io avvisai te". La radice verbale è la forma del vocabolario senza l'ultima vocale, e.g. kataba > katab-. Esiste la differenziazione tra maschile e femminile non solo alla terza persona, come in italiano (e.g. "lui parlò, lei parlò", ma in più coinvolge pure la morfologia verbale, come se si dicesse *"lui parlò, lei parlà"; al plurale, "essi parlarono, esse parlarono"), ma anche alla seconda persona singolare (tu maschio, tu femmina) e plurale, come in spagnolo se si pensa a "vosotros, vosotras > vosotr@s" (voialtri, voialtre). Queste mutazioni colpiscono pure la morfologia verbale.
Le terminazioni persona per persona, escluso il duale, sono: -tu; ['anta] -ta, ['anti] -ti; [huwa] -a, [hiya] -at(i); -naa; ['antum] -tum, ['antunna] -tunna; [hum] -na, [hunna] -uu (+alif sorda)
Per esempio, "scrivere" (accenti tonici inclusi) sarà: katàbtu, 'anta katàbta 'anti katàbti, huwa kàtaba/hiya kàtabat, katabnàa, 'antum katabtùm 'antunna katabtùnna, hum katàbna hunna katabùu[alif di protezione]. Gli unici due suffissi problematici da apprendere data la loro somiglianza sono "-naa VS -na".
la 'alif sorda, che in questo caso si dice "alif di protezione", si può scrivere con un sukun sopra, come si nota in alcune edizioni del Corano e non si pronuncia. Assomiglia alla lontana alla 'alif sorda della nunazione -an.
Infine, si nota per la terza volta l'uso di una vocale eufonica: alla terza persona femminile -at, che finisce in vocale, se segue un soggetto determinato (inizia in 'al) e si rende muta la /a/, si ottiene per la terza volta un cluster scomodo di tre consonanti di fila, e.g. "La professoressa bevette il caffè" > شربت المعلمة القهوة šaribat-l-muʿallimatu-l-qahwata. Ebbene, come vocale eufonica si usa la /i/ al punto tale che la terza persona singolare femminile si può studiare come sola pronuncia (non ortografia) come -ati. Ovviamente, non si pone il problema se il soggetto è indefinito: finisce in -un/-atun e non ha 'al.
Quanto a "qad" o "la-qad" prima del verbo, esso è soltanto una particella che si trova sporadicamente al passato remoto per enfatizzarlo. Si può scrivere e usare per dargli enfasi (e quindi insistere molto sul fatto che l'azione è finita), ma non si rende in traduzione (e.g. Io andai negli Emirati Arabi Uniti due anni fa > "io ANDAAAAAAI negli Emirati Arabi Uniti due anni fa").
Il passato remoto si nega anteponendogli l'avverbio di negazione specifico "maa".

### Presente indicativo e futuro semplice preciso; futuro semplice generico
Il presente invece funziona con prefissi attaccati alla radice, invece che suffissi. La radice del verbo all'aspetto imperfettivo ha una sorta di vocale tematica che solitamente è /a/ ma in altri casi è random (come già detto, un buon dizionario cartaceo o online la indica).
Una volta conosciuto il presente indicativo, si può subito formare il futuro semplice, che è prossimo (cioè futuro non remoto) e remoto. Pertanto, i due tempi si possono trattare insieme o addirittura contemporaneamente, Il futuro semplice si forma aggiungendo il prefisso sa- a tutte le persone del presente. Quello più formale e letterario si ottiene aggiungendo il prefisso sawfa- a tutte le persone del presente. "Sa-" deriva da una contrazione di "Sawfa-". Questi due prefissi si usano a priori se il futuro è generico, cioè senza indicazione temporale di nessun tipo (e.g. "Andrò in Bahrain VS Andrò in Bahrain il mese prossimo/tra 2 settimane/domani/l'anno prossimo"). Se il futuro è (più o meno) specifico, sono opzionali. Quindi, il futuro preciso si può esprimere anche con il presente indicativo, come in italiano colloquiale, spagnolo colloquiale, portoghese colloquiale e francese colloquiale (e.g. "Andrò in Bahrain il mese prossimo"="Vado in Bahrain il mese prossimo"). L'obbligatorietà dei prefissi del futuro quando è generico è logica: senza, non si capirebbe bene se si dice "Vado in Bahrain <adesso>" o "Andrò in Bahrain", a differenza di "Vado in Bahrain il mese prossimo": l'indicazione temporale precisa disambigua subito che è un momento più o meno lontano nel tempo e non il presente.
Nei verbi trilitteri, la radice dell'imperfettivo (azione non finita/in corso/abituale/da fare, in questo caso al presente e pure al futuro) ha la struttura [C1][C2][vocale tematica, solitamente /a/][C3][vocale /u/, che si può già preparare siccome è questa in quasi tutte le persone], quindi [C1][C2][a][C3][u]. Si può sennò immaginare a spanne come la radice del perfettivo a cui si toglie la prima vocale, e.g. katab- > -ktub- (non accentata: l'accento va sui prefissi). -ktub si estrae, in caso di dubbi, da un buon dizionario, che molte volte dà per intero la terza persona maschile del presente: "yaktubu". Siccome spesso si sente la -u a fine verbo, si può sennò pensare come scorciatoia come -ktubu non accentato. A -ktub(u) si aggiungono i prefissi e, in un paio di casi per rimarcare il femminile, i suffissi. Il più semplice, intuitivo da usare e immediato è quello del maschile plurale (2° e 3° persona), che si rimarca con -uuna al posto di /u/ breve. Il secondo, per il femminile alla seconda persona singolare, è -iina al posto di /u/ ed è anch'esso intuitivo.
Esistono dei modesti pattern per capire la vocale tematica a partire dalla forma base del verbo: a-a-a è random (ed è questo schema quello problematico, e.g. "kataba" > -kt?b[u] > -ktub[u]), a-i-a avrà /a/ e a-u-a avrà /u/. Questi due casi sono quelli meno diffusi, il che rende i pattern modesti.
I prefissi del presente indicativo, persona per persona (eccetto il duale) e quasi tutti con l'accento tonico, sono: 'a-; ['anta/'anti] ta- (-u/-iina); [huwa/hiya] ya-/ta-; na-; 'antum ta- (-uuna); hum ya- (-uuna). Pertanto, si ottiene: 'aktubu, taktubu/taktubiina, huwa yaktubu/hiya taktubu, naktubu, taktubuuna (maschile), yaktubuuna (maschile). La terza persona singolare femminile si distingue dalla seconda persona singolare maschile in base al contesto o all'uso del pronome personale soggetto hiyaf VS 'antam. Quindi, durante lo studio, le due persone si possono perfino riaccorpare per comodità come "'anti taktubiinaf, 'anta taktubum, hiya taktubuf, huwa yaktubum" o in modi simili, per esempio scorporando completamente a sé ("'anaa 'aktubu, 'anti taktubiina, huwa yaktubu; ['anta taktubu, hiya taktubu]") e sfruttando anche giochi di assonanza (ma simili scelte sono a discrezione dei singoli). Gran parte della coniugazione è già pronta: manca solo un suffisso per ottenere la seconda e terza persona plurale al femminile. Essa è -na, che non si confonde con il prefisso na-: 'antunna taktubna, hunna yaktubna (femminili) VS naḥnu naktubu.
Siccome la coniugazione è completa ed è immediatamente pronta per il futuro semplice generico, la coniugazione completa (futuro incluso) è: sa(wfa)-'aktubu, sa(wfa)-taktubu/sa(wfa)-taktubiina, sa(wfa)-yaktubu/hiya sa(wfa)-takbutu, sa(wfa)-naktubu, sa(wfa)-taktubuuna/sa(wfa)-taktubna, sa(wfa)-yaktubuuna/sa(wfa)yaktubna.
Si ricorda che, alla terza persona, è presente l'inversione tra verbo (in prima posizione) e soggetto se non è un pronome personale soggetto (huwa, hiya; hum, hunna).
Se davanti al verbo all'aspetto imperfettivo si aggiunge qad, si esprime incertezza (al perfettivo, enfasi) e si può rendere e immaginare come "forse", e.g. "Va a scuola VS Forse va a scuola; Andrà in Bahrain VS Forse andrà in Bahrain; Va a Riyaadh l'anno prossimo VS Forse va a Riyaadh l'anno prossimo".
L'imperfettivo si nega anteponendogli laa oppure maa. Se è presente il prefisso del futuro, si scrive come "sawfa", si separa ortograficamente dal verbo e in mezzo ai due si inserisce laa: si ottiene dunque "sawfa laa...". Il più usato dei due è laa; maa è usato pure al perfettivo. Se si negano due azioni di fila nello stesso tempo, e.g. "Non scriverà e non leggerà" o "Non/Né scriverà né leggerlà" si usa davanti al secondo verbo "wa laa" oppure "wa maa", letteralmente; se in più sono al futuro, non serve riscrivere "sawfa".

### L'ausiliare kaana e le sue sorelle (incluso laysa); frase nominale al passato/futuro e presente negativo; accenno al trapassato remoto
Il verbo kaana si usa all'imperfettivo per rendere il verbo "essere" al passato (si nega con "lam" +congiuntivo), nella stessa misura in cui laysa si usa per rendere il verbo "non essere" al presente (non si usa nessun verbo dunque quando in italiano si usa il verbo essere al presente affermativo). In più, kaana si coniuga pure al perfettivo e si usa per formare il verbo "essere" al futuro anteponendogli "sa(wfa)" (si nega con "lan" +congiuntivo). Infine, si usa come ausiliare insieme a "qad" per formare il trapassato remoto italiano, che è un tempo composto (e.g. io ero andato, noi eravamo andati > 'anaa kuntu qad dhahabat, nahnu kunnaa qad dhahabnaa). Questo verbo merita un'ampia trattazione siccome è molto comune:
- La coniugazione di kaana al perfettivo (per formare l'imperfetto e passato remoto italiani, e.g. "io ero, io fui") è: kuntu, kunti/a, kaana/kaanat, kunnaa, kuntum/kuntunna, kanuu(+alif sorda)/kunna.

- La coniugazione di kaana all'imperfettivo (con cui si può formare futuro affermativo, e.g. "io sarò") è: 'akuunu, takuunu/takuuniina, yakuunu/takuunu, nakuunu, takuunuuna/takunna, yakuunuuna/yakunna.

kaana ha, come per 'inna, dei verbi dal comportamento simile e che vengono chiamati dai grammatici tradizionali "le sorelle di kaana". A volte, le sorelle di kaana e le sorelle di 'inna vengono trattate nello stesso capitolo. Le sorelle di kaana sono accomunate dall'avere il nome che li segue all'accusativo (come succede con 'inna e le sue sorelle) e sono laysa (non essere), 'asbaha (essere/diventare <al mattino>), 'amsaa (essere/diventare <di sera>; finisce in alif-pugnale) 'adhaa (diventare; finisce in alif-pugnale), zalla (continuare/rimanere), baata (diventare; spendere la notte), maa-zaala (non smettere, non cessare; essere ancora/tuttora ["zaala > yazaalu" significa smettere/cessare, sparire, andare via]), maa-bariha (continuare, essere ancora/tuttora), maa-daama (continuare; finché... <dura>), saara (diventare).
Laysa merita un'ampia trattazione siccome è molto comune:
- La coniugazione di laysa all'imperfettivo (ma di fatto usata per rendere il presente, e.g. "io non sono") è: lastu, lasti/a, laysa/laysat, lasnaa, lastum/lastunna, laysuu(+alif muta)/lasna.

### Il modo congiuntivo e le sue particelle, lo iussivo/apocopato (imperativo negativo et al.) e imperativo affermativo
Il congiuntivo, iussivo/apocopato e imperativo affermativo sono basati sull'aspetto imperfettivo, esattamente come il presente indicativo e futuro semplice italiani, ragion per cui si possono includere sotto un ombrello comune.
Il congiuntivo si usa nelle frasi subordinate, appena dopo le seguenti particelle: ʿan (che/di, e.g. io voglio che tu vada, ti chiedo di andare, io chiesi a lui di venire), li (per/affinché), 'allaa (non), li'allaa (per non/affinché non), (li)kay (per/affinché), kaylaa (per non/affinché non), ḥataa (per/affinché; finché), ḥattaa laa (per non). In più, si usa anche dopo li'anna (perché...), lan ("non" per creare il futuro negativo), 'idan (pertanto/in tal caso). Come terza casisitica, si usa dopo le parole "prima, dopo" (e.g. Mangio dopo che studio/ho studiato) se prendono la forma qabla ʿan e baʿda ʿan. Il congiuntivo si forma prendendo l'imperfettivo e cambiando la vocale finale da -u in una -a. Laddove hanno altre terminazioni, e.g. in femminile -iina, la sillaba /na/ viene tolta. Pertanto, corrisponde al congiuntivo italiano e all'infinito italiano in costruzioni in cui l'infinito è affiancato a un verbo principale, che può essere per esempio un verbo servile (volere, dovere, potere). Nello stesso contesto, si può usare in alternativa il masdar/nome verbale, che peraltro non ha bisogno di essere coniugato (ragion per cui assomiglia di più a un infinito). Attenzione: se il soggetto è un nome di attività o un infinito, si usa a priori il nome verbale (e.g. studiare arabo è bello). Attenzione: in frasi in cui il verbo principale comprende un complemento di termine, e.g. io chiesi a lui di venire, si usa il pronome suffisso appena dopo il verbo principale (se si usa il congiuntivo) o dopo il nome verbale (se si usa il nome verbale).
Lo iussivo è un altro modo verbale arabo e si chiama anche "apocopato", cioè "con caduta/taglio in fondo". Come in parte accenna il nome, si forma riciclando in parte il congiuntivo: semplicemente, si toglie la vocale finale /a/ laddove compare; in tutti gli altri casi e alla terza persona femminile plurale (finisce in -na), è identico al congiuntivo. Data la somiglianza estrema, il congiuntivo e iussivo si possono studiare insieme e in alcune grammatiche vengono spiegati nello stesso capitolo o l'uno dopo l'altro. Lo iussivo si usa dopo le particelle di negazioni laa, lam, lammaa (lam +maa) e dopo la particella esortativa li. Se si usa dopo laa, si forma l'imperativo negativo, cioè una proibizione e divieto o supplica (e.g. Non andare! Non sparare!). Se l'imperativo negativo contiene un complemento oggetto, va come al solito all'accusativo (se generico, ha la nunazione, e.g. Non bere vino!).  Con lam, si forma il perfettivo negato seguendo dunque un secondo costrutto che in arabo moderno standard è molto diffuso (nella prima negazione si antepone semplicemente maa al perfettivo). Lammaa, si traduce "non avere ancora (fatto)": come verbo, si usa lo iussivo, senza bisogno di tradurre l'ausiliare avere, e.g. Lui non ha ancora finito di scrivere > Lui non-ancora-finito di scrivere. Per finire, li serve a formare inviti (se riferito alla seconda persona) e il causativo (se riferito alla terza e prima persona) nella forma "lasciar fare", e.g. Lascialo parlare > Che <tu> parli! Su, bevi > Che <tu> beva! Lasciateci cantare. Quindi, il verbo "lasciare" in questi casi non viene tradotto/reso con un verbo.
Per fare un esempio, dall'imperfettivo di kataba (scrivere) si ottiene la seguente coniugazione del congiuntivo [e iussivo], che si può affiancare a una delle particelle elencate sopra: 'aktaba ['aktub], taktaba [taktab]/takbunii, yaktuba [yaktab]/taktuba [taktub], naktuba [naktub], taktubuu(+ 'alif sorda da aggiungere)/taktubna, yaktubuu(+ la solita 'alif sorda)/yaktubna.
Infine, l'imperativo affermativo è un modo usato per dare ordini e comandi, è molto forte e diretto rispetto agli inviti e si usa solo alla seconda persona singolare e plurale con distinzione di genere, ragion per cui ha dunque solo quattro persone invece di dieci. Si forma a partire dallo iussivo: il prefisso dell'imperfettivo da ta- cambia in 'u oppure 'i, mentre il resto del verbo resta identico (ha l'amputazione di -a). Basta quindi modificare un prefisso nello iussivo. Pertanto, dallo iussivo di kataba (taktab, taktubnii; taktubuu, taktubna) si ottiene 'uktab! 'uktabnii! 'uktubuu, 'uktubna! Esiste un pattern per capire se mettere 'u- oppure 'i- (in caso di dubbi, si può consultare un buon software di coniugazione e traduzione) che si basa sull'osservazione delle vocali nello iussivo/apocopato (e.g. kataba > yaktubu [> yaktub]) e per cui basta anche solo la forma completa del dizionario. Per la precisione, bisogna osservare l'ultima vocale dello iussivo, che è sempre breve: se è una /u/, per analogia si usa 'u-; se è una /i/ oppure una /a/, cioè nel minor numero di casi, per esclusione si usa la 'i-.

### La frase condizionale (Se..., allora...) e il condizionale; le particelle concessive
La frase condizionale è formata da una pròtasi, che introduce la condizione ("se" o il più forte "se e solo se"), e da un'apòdosi, che introduce il risultato (allora...). La protasi in arabo è introdotta da 'in (+verbo al perfettivo oppure allo iussivo/apocopato), 'iḏaa (+perfettivo; apodosi introdotta da "fa-" in gran parte dei casi), law (+perfetto in protasi e apodosi; apodosi introdotta solitamente da "la-"; si usa solo per ipotesi immaginarie, sia vicine che lontane). Possono essere anche seguite da kaana per esprimere "essere" al passato, e.g. "Se fosse venuto...". La protasi e l'apodosi, come in italiano e altre lingue, si possono invertire come ordine. A questi tre, si aggiungono law-laa e law-lam, che sono negativi (e.g. Se non fosse per lui, se non fosse così complicato, se non fosse stato così complicato). Il primo dei due si usa con un predicato nominale o pronome suffisso, mentre il secondo è seguito da verbi (incluso kaana per indicare "essere" al passato) sempre al modo iussivo/apocopato.
Infine, le particelle concessive sono: ḥattaa wa-law (anche se, anche supponendo che), wa-law (anche se), maʿa 'anna (anche se), raghma (nonostante [+nome al genitivo]), bi-r-raġmi min (nonostante [+nome al genitivo]), raġma 'anna (nonostante), wa'in (anche se). Si ricorda che, se dopo le particelle si usa un pronome personale come soggetto, esso si rende come pronome suffisso.

### Le negazioni
In alcune grammatiche, gli avverbi di negazione e le negazioni in generale vengono trattate insieme, anche se in realtà si possono trattate mentre si illustrano i verbi, gli aggettivi e la frase nominale. La prima negazione in arabo è ġayru, che si trova davanti ad aggettivi (sempre al genitivo indeterminato -in) e corrisponde grossomo al prefisso di negazione in-/im- in italiano (e.g. incostituzionale, incomprensibile, inadatto, incomprensibile, impossibile); se usato con il suffisso del possessivo, significa "altri", letteralmente "altri rispetto a X" (e.g. io e altri > "io e altri rispetto a io"). La resa in arabo, se paragonata all'italiano e altre lingue, sembra ridondante. Se usato prima di un nome in una frase negativa, significa "tranne" (e.g. Nessuno conosce questa cosa tranne il direttore). Quindi, ha ben tre usi.
La seconda negazione assomiglia a ġayr ed è ʿadamu, si usa davanti a nomi con articolo e al caso genitivo determinato e significa "mancante di...", e.g. mancante di esperienza (> "inesperto").
La terza è laa e serve a negare il presente indicativo e l'imperativo (e quindi per esprimere una proibizione/divieto o una supplica). In più, si usa per esprimere la frase esistenziale negativa, "non esserci" (il soggetto dopo laa va all'accusativo), e.g. "Non c'è (nessun) cane in quella casa" > letteralmente "Nessun cane in quella casa". Anche la negazione è una frase nominale: non ha verbo. Infine, "laa X wa laa Y" rende la congiunzione correlativa negativa "né X né Y" (e.g. Non voglio mangiare né pasta né riso). "...wa laa Y" si trova usato pure come soggetto, e.g. "Né Ayman né Layla sono venuti".
A queste negazioni, si aggiungono "lam" e "maa" per negare l'imperfettivo e la trattazione del verbo "non essere", laysa.

### Le 14 forme ("verbi aumentati/derivati"), la diatesi passiva; accenno al participio attivo e passivo e al nome verbale
I verbi che subiscono modifiche alle consonanti radicali vengono detti "maziid", cioè "verbi aumentati". Altri grammatici li chiamano "verbi derivati". Essi sono classificati in 14 possibili forme verbali, ognuno con la sua forma mujarrad/"forma nuda, denudata", e.g. kataba > kattaba sono due mujarrad di due forme diverse. Di esse, le ultime 4 oggi sono in disuso. Erano in uso nell'arabo classico ma erano comunque rare e contenevano pochi verbi. Le grammatiche complete e esaustive o che affrontano seriamente l'arabo classico (a sé o in rapporto all'arabo moderno standard, che comunque è estremamente simile) le affrontano tutte e 14. Le grammatiche più essenziali o che puntano tutto il focus sull'arabo moderno standard trattano le prime dieci. Le forme di solito, per abitudine dei grammatici occidentali, si indicano con i numeri romani letti come cardinali, e.g. forma I, forma IV, forma IX... Da un verbo, si derivano in media 5/6 forme, ma mai 14 complete. Infine, delle 10 forme essenziali in arabo moderno standard, la forma I (anche per logica) è proprio la forma del dizionario ed è la prima che si affronta, anche senza spiegare o sapere cosa siano i verbi aumentati. Pertanto, quando si trattano tutte le forme possibili e modifiche/derivazioni/"aumentazioni" delle consonanti radicali di un verbo, le forme effettivamente da imparare e trattare per l'arabo moderno sono 9. A volte, si usano correntemente i verbi aumentati ma non la loro rispettiva forma I, che comunque può essere utile per capire da dove deriva un verbo, letteralmente. Di contro, alcuni verbi aumentati si usano correntemente ma alcuni sono verbi molto specializzati e/o idiomatici, mentre altri sono comuni, quindi il loro uso è sbilanciato. Un buon dizionario, se organizzato per radici messe in ordine alfabetico, indica anche tutte le possibili forme derivate. Di contro, un buon dizionario in cui si cerca/digita un verbo derivato potrebbe/dovrebbe indicare la forma I con significato. Di questi verbi aumentati, va sempre segnalata sia la loro forma base, che è sempre la terza persona maschile dell'imperfettivo (passato prossimo e remoto italiani), e la stessa persona al perfettivo (presente indicativo e futuro semplice preciso italiani).
Quindi, aggiungendo alla spiegazione pure il participio attivo e passivo e i pattern principali del nome verbale:
- La forma I è la forma del dizionario e il mujarrad, come già accennato, assomiglia a "faʿala", che è un verbo trilittero (sporadicamente cambia la vocale centrale, e.g. šariba, "bere") > imperfettivo yafʿalu; passivo fuʿila > yufʿalu; participio attivo e passivo faaʿil > mufʿuul; nome verbale faʿl.
- La forma II ha un raddoppio rispetto alla forma I della seconda consonante radicale (il che rende bene l'idea di "verbo aumentato": si aggiunge qualcosa alla forma I): è dunque faʿʿala > yufaʿʿilu; passivo fuʿʿila > yufaʿʿilu; participio attivo e passivo mufaʿʿal > mufaʿʿal (identico); nome verbale tafʿiil, tafʿila(t). Intensifica il significato del verbo in forma I o rende il verbo causativo ("far fare") o dichiarativo (mentire > non credere a). Questa forma funziona anche con i nomi: dal nome, si ottiene il verbo (e.g. arma > ferire).
- La forma III ha un allungamento vocalico nella prima vocale (sempre rispetto alla forma I): faaʿala > yufaaʿilu; passivo fuuʿila > yufaaʿilu; participio attivo e passivo mufaaʿil > mufaaʿal; nome verbale fiʿaal, mufaaʿala(t). Indica uno sforzo di fare qualcosa (raggiungere > esagerare) o un'azione reciproca (e.g. scrivere > corrispondere con).
- La forma IV assomiglia vagamente a un plurale fratto e alla prima persona singolare dell'imperfettivo: 'afʿala (assomiglia a 'anaa 'af3alu) > yufʿilu; passivo 'ufʿila > yufʿila; participio attivo e passivo mufʿil > mufʿal; nome verbale 'ifʿaal. Forma anch'essa il causativo (sapere > conoscere [perché in qualche modo si fa sapere]), la forma dichiarativa (tale per cui qualcuno/qualcosa si considera possessore di una qualità, lodare > considerare lodevole) e forma anch'esso un verbo (sempre intransitivo) da un nome (peccato > peccare). In più, se il pattern di forma IV si applica a un aggettivo preceduto da "maa" ("cosa"), si ottiene un'esclamazione di sorpresa chiusa dal nome a cui si riferisce all'accusativo determinato o dal pronome suffisso (e.g. jamaal, "bello" > maa 'ajmala-l-binta! Che bella ragazza!)
- La forma V è come la forma II con l'aggiunta della sillaba ta-: tafaʿʿala > yatafaʿʿalu (non ha il passivo); participio attivo e passivo mutafaʿʿal > mutafaaʿal; nome verbale tafaʿʿul. Forma il riflessivo (insegnare > imparare [quando ci si insegna qualcosa, si impara]).
- La forma VI è come la forma III ma con l'aggiunta anche stavolta della sillaba ta-: tafaaʿala > yatafaaʿalu (non ha il passivo); partipio attivo e passivo mutafaaʿil > mutafaaʿal; nome verbale tafaaʿul. Forma il riflessivo o reciproco della forma 3 (condividere > distribuire) oppure indica il fare finta (essere malato > fare finta di essere ammalato) e un'azione in sequenza/ininterrotta (cadere > cadere l'uno dopo l'altro).
- La forma VII è come la forma I ma con l'aggiunta della sillaba 'in-: 'infaʿala > yanfaʿilu (non ha il passivo); participio attivo e passivo munfaʿil > munfaʿal; nome verbale 'infiʿaal. Forma il passivo-riflessivo della forma I, che si può pensare come un anticausativo (rompere > rompersi).
- La forma VIII assomiglia di nuovo a un plurale fratto: 'iftaʿala > yaftaʿilu; passivo 'unfu3ila > yunfaʿalu; participio attivo e passivo muftaʿil > muftaʿal; nome verbale 'iftiʿaal. Forma il riflessivo (sempre intransitivo) della forma I o il suo passivo (bruciare > essere bruciato). A volte si forma un semplice sinonimo.
- La forma IX è 'ifʿalla > yafʿallu; participio attivo mufʿal (non ha il passivo); nome verbale 'ifʿilaal. Si applica a quasi tutti i colori e aggettivi e indica il concetto di "diventare [colore/aggettivo]". Un'altra classe simile è oggi in disuso.
- La forma X è 'istafʿala > yastafʿilu; passivo 'ustufʿila > yustafʿalu; participio attivo e passivo mustafʿil > mustafʿal; nome verbale 'istifʿaal. Forma il riflessivo della forma IV o il dichiarativo della forma IV oppure un'azione (forma I) tentata o desiderata.

Volendo, le forme si possono raggruppare in base alla diatesi attiva nel seguente modo: forma I, forma VII (faʿala, 'infaʿala); forma II, forma V (faʿʿala > tafaʿʿala); forma III, forma VI (faaʿala > tafaaʿala); forma VIII, forma IX ('iftaʿala, 'ifʿalla); forma X ('istafʿala).
Quanto alla formazione della diatesi passiva, si nota che essa non ha bisogno di un verbo ausiliare come in italiano (e.g. mangiare > essere mangiato). Nella frase passiva alla terza persona (e.g. "Il libro è stato scritto da Mohamed"), il verbo va in prima posizione, dopodiché viene il paziente e, se presente, il complemento d'agente o di causa efficiente (min +genitivo). Questo modo di rendere il complemento d'agente è assente in arabo classico ed è stato formato per influenza delle lingue europee. Un altro cambio noto a partire dalla lingua classica che si può ritrovare nella lingua moderna colloquiale è con il possessivo riferito a due oggetti (il topic talvolta è trattato mentre si spiegano i possessivi): una frase come "[l'oggetto X] e [l'oggetto Y] di Mohamed" in arabo classico si rendono come "[oggetto X] di Mohamed e [oggetto Y] di lui", cioè con iḍaafa(t) +il secondo oggetto con il suffisso del possessivo, e.g. "Il libro e la penna del professore > (il) libro (de)l professore e (la) penna-di lui". Ma in arabo moderno si può rendere in modo letterale e più spontaneo, "(il) libro e (la) penna (de)l professore". Questo è l'ennesimo di molti cambiamenti (che comunque non sono drammatici) tra arabo classico e arabo moderno standard soprattutto colloquiale (ovvero caduta di alcuni casi, caduta della 'alif pugnale, caduta del plurale duale, aggiunta di lessico moderno e contemporaneo, modirica del possessivo riferito a due oggetti, aggiunta del complemento d'agente e causa efficiente, abbandono di alcune forme verbali e vocaboli oggi obsoleti...).

### La derivazione del participio/nomi comuni di persona da tutte le forme verbali, il nome verbale/la nominalizzazione del verbo e i nomi di luogo, tempo e strumento
Questo topic si può collegare alla derivazione nominale a partire dalla radice lessicale (o dalla forma del verbo del dizionario, come fanno altre grammatiche e impostazioni).
Il participio attivo infatti, oltre a essere un modo verbale, si usa come nome comune di persona e ha lo schema "faaʿil"; in quanto nome comune di persona, ha anche il femminile: "faaʿila(t)". Il plurale maschile può essere irregolare/fratto, mentre quello femminile è "faaʿilaatu/i/i" diptoto. Un esempio è K-T-B (*librità) > kaatib (scrittore), kutaab (scrittori); kaatiba(t) (scrittrice), kaatibaatu/i/I (scrittrici). Quanto al participio negativo, esso è analogo all'italiano (e.g. scrivere > scritto) e ha lo schema mafʿuulun, tale per cui si aggiunge sempre il prefisso ma-. Si può usare come aggettivo (e.g. insegnare > educato/erudito). Il nome verbale, detto "masḍar" (grossomodo significa "origine/fonte"), forma invece dei sostantivi dal verbo, e.g. essere bello > bellezza; studiare > lo studio/l'atto di studiare; leggere > la lettura; entrare > l'entrata. Altre volte, corrisponde all'infinito in italiano, e.g. voglio andare > "voglio l'andare, voglio l'andata, voglio l'atto di andare".
La formazione del participio attivo e passivo e del nome verbale è già stata trattata nel dettaglio insieme alle forme verbali. Imparare i pattern mentre si studiano i verbi può migliorare la propria capacità di riconoscerli e memorizzarli; in alternativa, quando si studia un vocabolo simile, si può collegare al verbo/radice da cui deriva.
Quanto ai nomi di luogo e tempo, hanno il prefisso ma- e hanno tre possibili pattern con cui si possono identificare/formare a partire dal verbo in forma I: mafʿal, mafʿala(t), mafʿil. Il loro plurale fratto è mafaaʿil o mafaaʿiil ed è diptoto (ma, se il vocabolo è femminile, è mafʿalaatu/i/i ed è comunque diptoto). Un esempio è leggere > biblioteca ("il luogo in cui si pratica la lettura"), kataba > maktaba(t), maktabaatu/i/i. Questi nomi si possono ottenere pure dai verbi in altre forme e hanno il pattern identico al participio passivo, ragion per cui a livello mnemonico non si aggiunge quasi nulla. I nomi di strumento, per formare nomi di attrezzi e utensili a partire da verbi/radici lessicali, ha il prefisso mi- e i pattern mifʿaal, mifʿal, mifʿala(t) e si ottiene solo dalla forma I. L'utensile può essere direttamente o indirettamente collegato al verbo. Due esempi sono scopare > scopa "kanasa > miknasa(t)" e aprire > chiave "fataḥa > miftaaḥ".

### I verbi raddoppiati (mediae geminatae) e i verbi quadrilitteri
I verbi raddoppiati sono verbi che in origine avevano tre consonanti (le ultime due erano identiche) e che si scrivono e pronunciano come verbi composti da due consonanti (la seconda è geminata in pronuncia e scrittura per un fenomeno di contrazione), e.g. *marara > marra, yamurru (passare), *farara > farra, yafirru (scappare/fuggire), *dalala > dalla (mostrare) *ʿadada > ʿadda (contare), *halala > halla (slegare), *qarara > qarra (insediarsi). L'unica particolarità degna di nota di questo gruppetto di verbi è il fatto che l'imperativo finisce in -a: non si toglie la vocale, dunque non si forma a partire dal modo iussivo ma dall'aspetto imperfettivo; in più non prende e conserva nessun prefisso. Pertanto, da murra, yamurru non si forma *'umurr, bensì murra. Un altro esempio è farra, yafirru > firra. La consonante doppia si sente pure dai nomi di luogo derivati (hanno prefisso ma-), e.g. qarra > maqarr (quartiere).
I verbi quadrilitteri hanno quattro consonanti nella forma del dizionario invece che tre (verbi trilitteri) e rappresentano una minoranza in arabo insieme ai verbi raddoppiati. Se lo schema generale per i verbi trilitteri alla forma I è faʿala, quello di quelli quadrilitteri sempre alla forma I è faʿlala, e.g. tarjama > yutarjimu (tradurre). I verbi quadrilitteri non innescano particolari sconvolgimenti in tutto ciò che si apprende quando si studiano i verbi trilitteri, che di fatto sono quelli più diffusi in assoluto e che si studiano sempre per primi, pertanto in linea teorica si possono studiare contemporaneamente a quelli trilitteri (ma di solito sono spiegati successivamente). In più, sono molto scarni dal punto di vista delle possibilità/potenzialità: dalla forma I, si possono derivare solo due forme, cioè il significato della forma II e della forma IV, ma sono tutti verbi molto rari e senza la diatesi passiva. Come costruzione concreta, seguono la forma V e la forma IX dei verbi trilitteri. Il nome verbale segue sempre un solo pattern, faʿlala(t), tale per cui basta fare diventare femminile la forma del dizionario con l'aggiunta della taa' marbuuṭa(t), e.g. tarjama > tarjama(t), "traduzione". Anche la forma II e IV possono formare un masḍar, ma è sempre maschile, e.g. tazalzala, yatazalzalu (scuotersi [riferito alla terra]) > tazalzul ("terremoto"); 'itmaʿanna, yatmaʿinnu (stare calmo) > 'itmiʿaan ("la calma").

## Fonti
- Abu-Chacra, Faruk. Arabic. An Essential Grammar. Routledge, Londra e New York: 2007.